# Tour de Wallonie 2014
La 41e édition du Tour de Wallonie a eu lieu du 26 au 30 juillet 2014. L'épreuve fait partie de l'UCI Europe Tour 2014, dans la catégorie 2.HC.

## Présentation

### Équipes
Classé en catégorie 2.HC de l'UCI Europe Tour, le Tour de Wallonie est par conséquent ouvert aux UCI ProTeams dans la limite de 70 % des équipes participantes, aux équipes continentales professionnelles, aux équipes continentales belges et à une équipe nationale belge.
Dix-sept équipes participent à ce Tour de Wallonie : onze ProTeams, quatre équipes continentales professionnelles et deux équipes continentales.
| UCI ProTeams            | UCI ProTeams | UCI ProTeams |
| Nom de l'équipe         | Pays         | Code         |
| ----------------------- | ------------ | ------------ |
| AG2R La Mondiale        | France       | ALM          |
| Belkin                  | Pays-Bas     | BEL          |
| BMC Racing              | États-Unis   | BMC          |
| FDJ.fr                  | France       | FDJ          |
| Lotto-Belisol           | Belgique     | LTB          |
| Movistar                | Espagne      | MOV          |
| Omega Pharma-Quick Step | Belgique     | OPQ          |
| Europcar                | France       | EUC          |
| Katusha                 | Russie       | KAT          |
| Tinkoff-Saxo            | Russie       | TCS          |
| Trek Factory Racing     | États-Unis   | TFR          |

| Équipes continentales professionnelles | Équipes continentales professionnelles | Équipes continentales professionnelles |
| Nom de l'équipe                        | Pays                                   | Code                                   |
| -------------------------------------- | -------------------------------------- | -------------------------------------- |
| Bretagne-Séché Environnement           | France                                 | BSE                                    |
| Cofidis                                | France                                 | COF                                    |
| Topsport Vlaanderen-Baloise            | Belgique                               | TSV                                    |
| Wanty-Groupe Gobert                    | Belgique                               | WGG                                    |

| Équipes continentales | Équipes continentales | Équipes continentales |
| Nom de l'équipe       | Pays                  | Code                  |
| --------------------- | --------------------- | --------------------- |
| Color Code-Biowanze   | Belgique              | CCB                   |
| Wallonie-Bruxelles    | Belgique              | WBC                   |

### Règlement de la course

#### Prix
Les vingt prix sont attribués suivant le barème de l'UCI,.
| Position           | 1er     | 2e      | 3e      | 4e      | 5e    | 6e    | 7e    | 8e    | 9e    | 10e à 20e |
| Classement général | 9 040 € | 4 515 € | 2 265 € | 1 140 € | 915 € | 675 € | 675 € | 450 € | 450 € | 230 €     |
| Par étape          | 3 615 € | 1 805 € | 905 €   | 455 €   | 365 € | 269 € | 269 € | 180 € | 180 € | 92 €      |

## Étapes
| Étape     | Date       | Villes étapes                             |                 | Distance (km) | Vainqueur d’étape | Leader du classement général |
| --------- | ---------- | ----------------------------------------- | --------------- | ------------- | ----------------- | ---------------------------- |
| 1re étape | 26 juillet | Frasnes-lez-Anvaing - Rumillies (Tournai) | Étape de plaine | 147,9         | Jens Debusschere  | Jens Debusschere             |
| 2e étape  | 27 juillet | Péronnes-lez-Antoing (Antoing) - Perwez   | Étape de plaine | 193,1         | Giacomo Nizzolo   | Gianni Meersman              |
| 3e étape  | 28 juillet | Baillonville (Somme-Leuze) - Neufchâteau  | Étape de plaine | 174,1         | Juan José Lobato  | Gianni Meersman              |
| 4e étape  | 29 juillet | Herve - Waremme                           | Étape vallonnée | 174,9         | Tom Van Asbroeck  | Gianni Meersman              |
| 5e étape  | 30 juillet | Malmedy - Alleur (Ans)                    | Étape vallonnée | 180,6         | Gianni Meersman   | Gianni Meersman              |

## Déroulement de la course

### 1reétape
| Classement de l'étape | Classement de l'étape  | Classement de l'étape | Classement de l'étape       | Classement de l'étape |
|                       | Coureur                | Pays                  | Équipe                      | Temps                 |
| --------------------- | ---------------------- | --------------------- | --------------------------- | --------------------- |
| 1er                   | Jens Debusschere       | Belgique              | Lotto-Belisol               | en 3 h 39 min 18 s    |
| 2e                    | Gianni Meersman        | Belgique              | Omega Pharma-Quick Step     | m.t                   |
| 3e                    | Juan José Lobato       | Espagne               | Movistar                    | m.t                   |
| 4e                    | Giacomo Nizzolo        | Italie                | Trek Factory Racing         | m.t                   |
| 5e                    | Marko Kump             | Slovénie              | Tinkoff-Saxo                | m.t                   |
| 6e                    | Yauheni Hutarovich     | Biélorussie           | AG2R La Mondiale            | m.t                   |
| 7e                    | Louis Verhelst         | Belgique              | Cofidis                     | m.t                   |
| 8e                    | Tom Van Asbroeck       | Belgique              | Topsport Vlaanderen-Baloise | m.t                   |
| 9e                    | Theo Bos               | Pays-Bas              | Belkin                      | m.t                   |
| 10e                   | Viatcheslav Kouznetsov | Russie                | Katusha                     | m.t                   |
| modifier              |                        |                       |                             |                       |

| Classement général | Classement général | Classement général | Classement général          | Classement général |
|                    | Coureur            | Pays               | Équipe                      | Temps              |
| ------------------ | ------------------ | ------------------ | --------------------------- | ------------------ |
| 1er                | Jens Debusschere   | Belgique           | Lotto-Belisol               | en 3 h 39 min 8 s  |
| 2e                 | Zico Waeytens      | Belgique           | Topsport Vlaanderen-Baloise | + 1 s              |
| 3e                 | Gianni Meersman    | Belgique           | Omega Pharma-Quick Step     | + 4 s              |
| 4e                 | Juan José Lobato   | Espagne            | Movistar                    | + 6 s              |
| 5e                 | Giacomo Nizzolo    | Italie             | Trek Factory Racing         | + 10 s             |
| 6e                 | Marko Kump         | Slovénie           | Tinkoff-Saxo                | + 10 s             |
| 7e                 | Yauheni Hutarovich | Biélorussie        | AG2R La Mondiale            | + 10 s             |
| 8e                 | Louis Verhelst     | Belgique           | Cofidis                     | + 10 s             |
| 9e                 | Tom Van Asbroeck   | Belgique           | Topsport Vlaanderen-Baloise | + 10 s             |
| 10e                | Theo Bos           | Pays-Bas           | Belkin                      | + 10 s             |
| modifier           |                    |                    |                             |                    |

Cérémonie de remise des prix à l'issue de la première étape
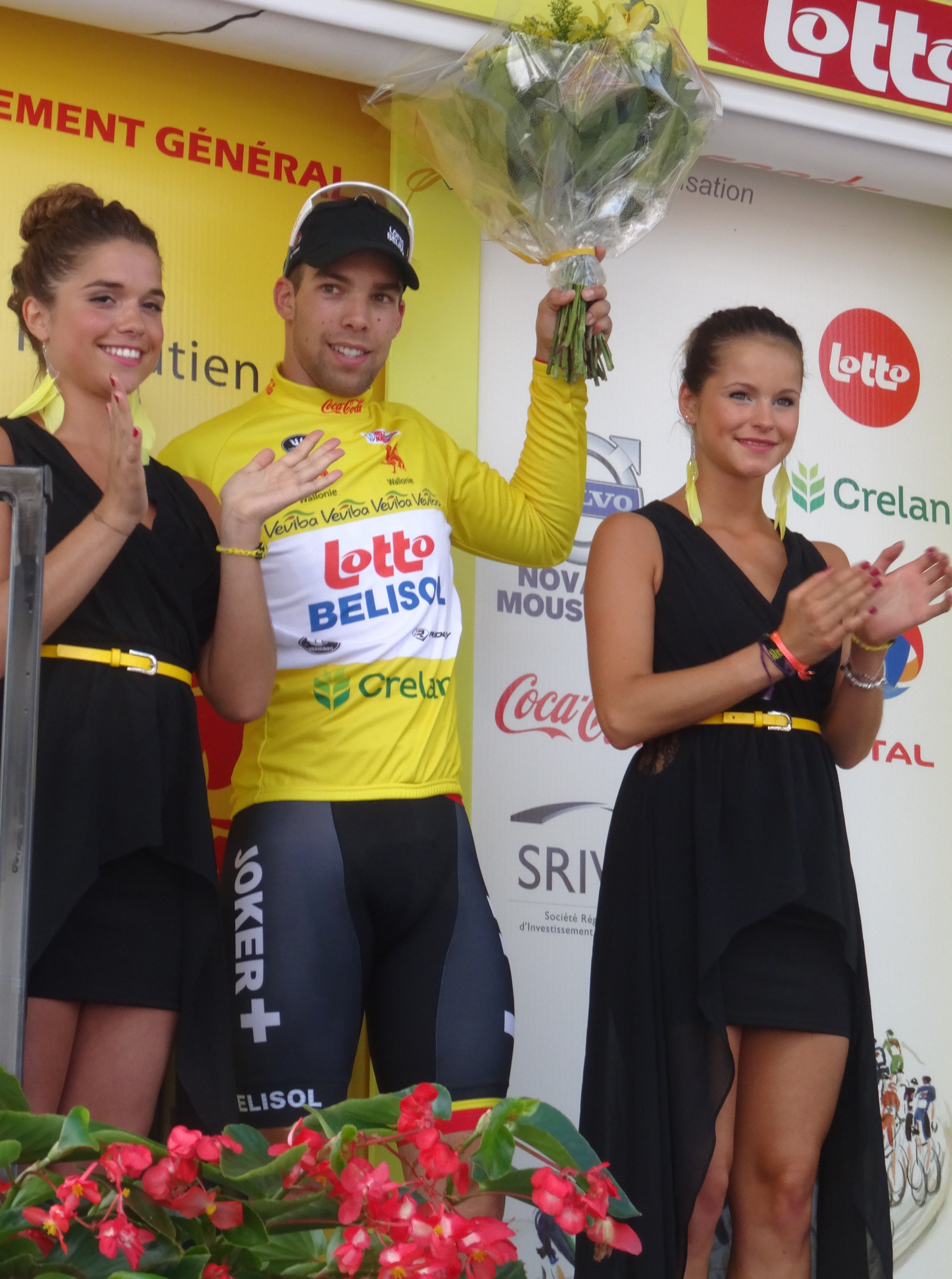
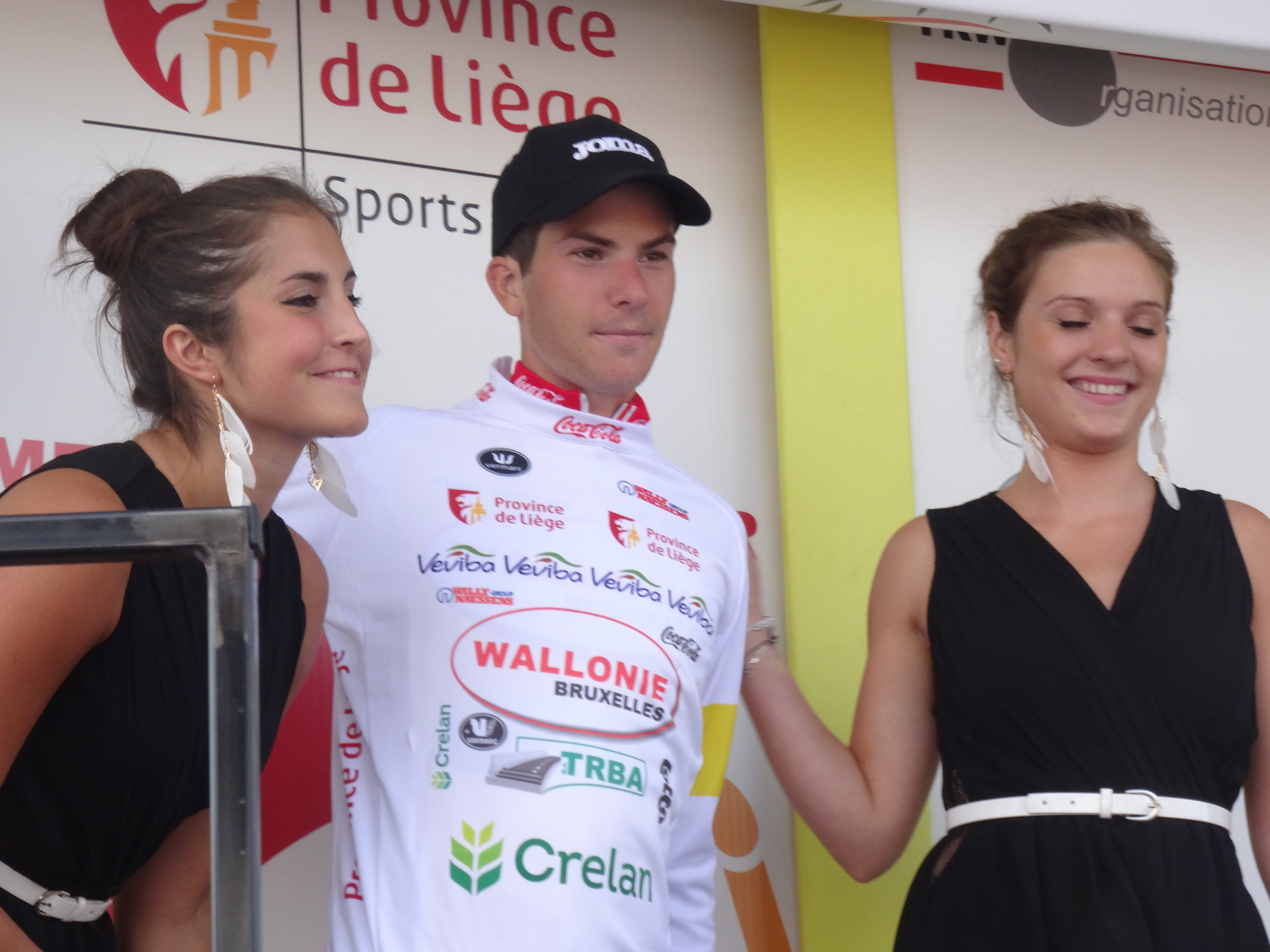
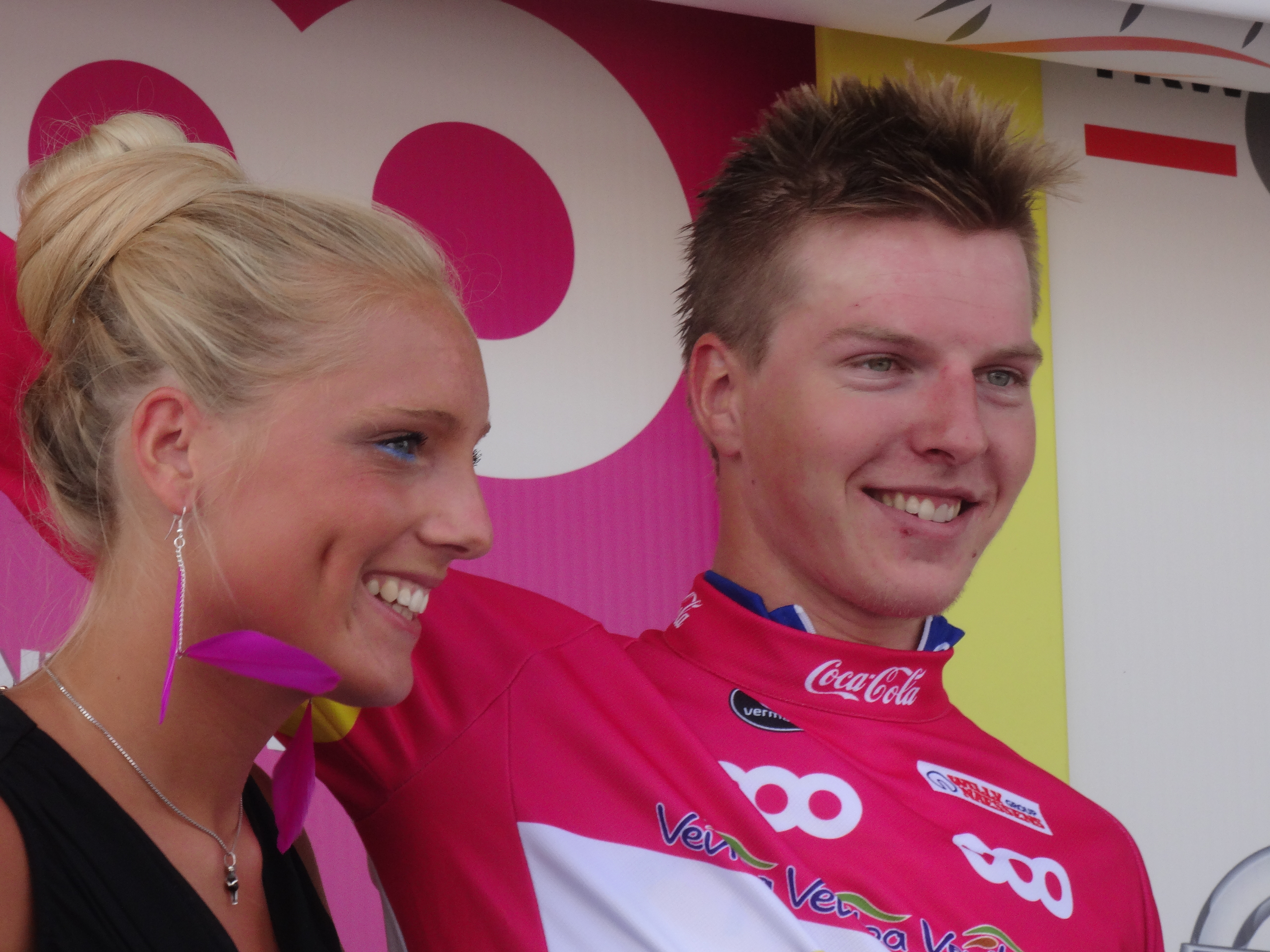
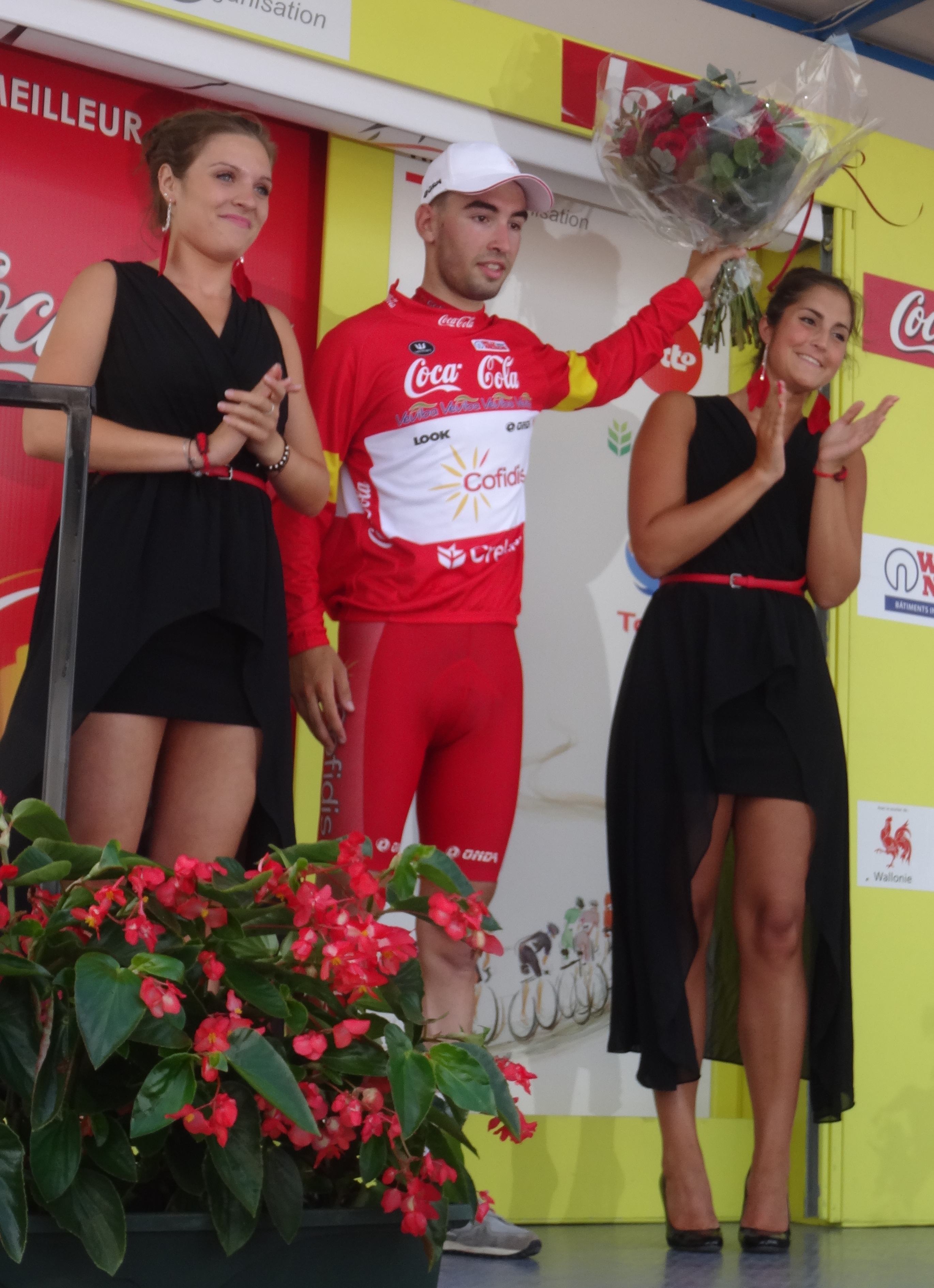
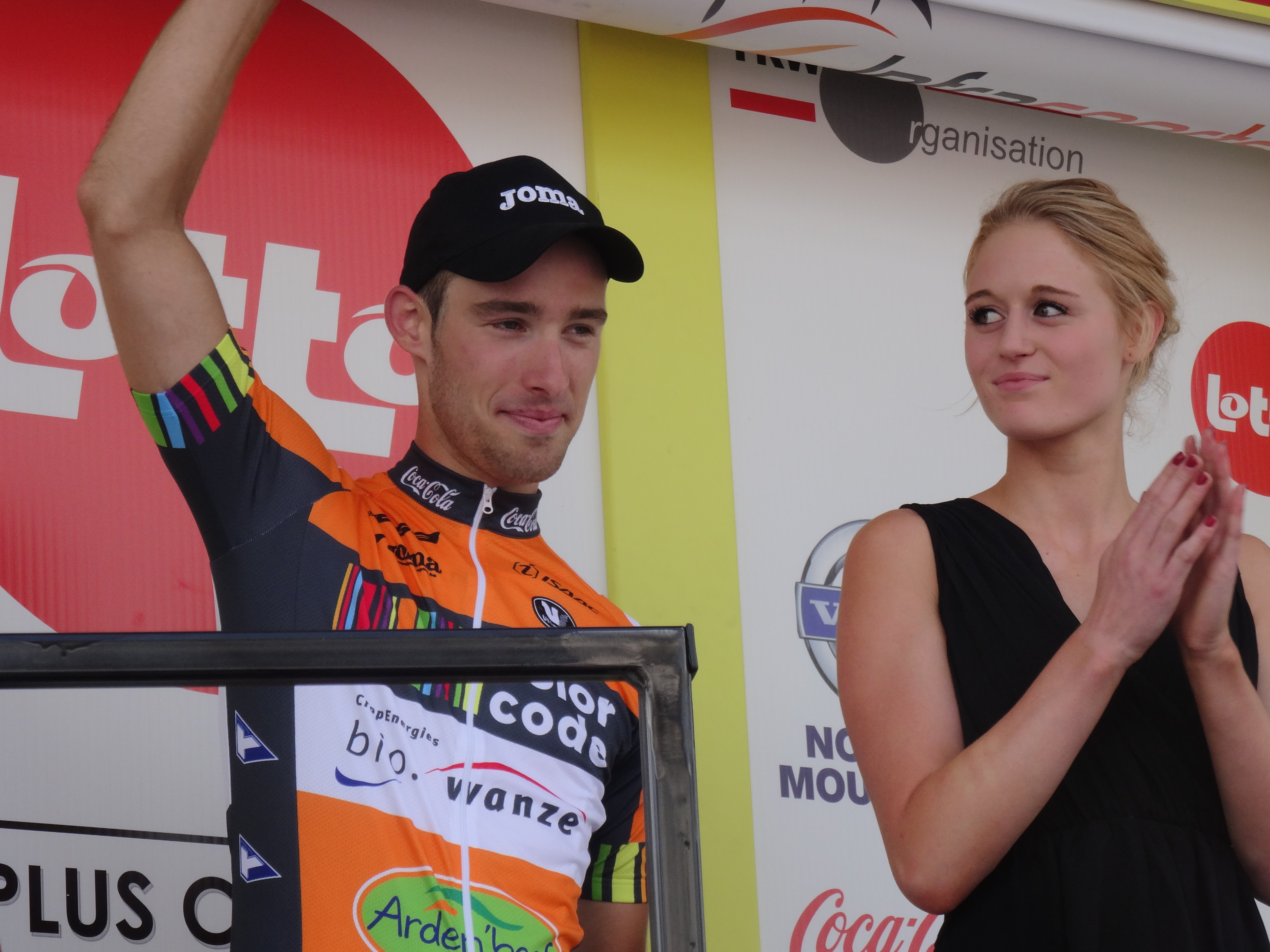

### 2eétape
| Classement de l'étape | Classement de l'étape | Classement de l'étape | Classement de l'étape       | Classement de l'étape |
|                       | Coureur               | Pays                  | Équipe                      | Temps                 |
| --------------------- | --------------------- | --------------------- | --------------------------- | --------------------- |
| 1er                   | Giacomo Nizzolo       | Italie                | Trek Factory Racing         | en 4 h 51 min 35 s    |
| 2e                    | Gianni Meersman       | Belgique              | Omega Pharma-Quick Step     | m.t                   |
| 3e                    | Silvan Dillier        | Suisse                | BMC Racing                  | m.t                   |
| 4e                    | Yauheni Hutarovich    | Biélorussie           | AG2R La Mondiale            | m.t                   |
| 5e                    | Jens Debusschere      | Belgique              | Lotto-Belisol               | m.t                   |
| 6e                    | Marko Kump            | Slovénie              | Tinkoff-Saxo                | m.t                   |
| 7e                    | Christophe Laporte    | France                | Cofidis                     | m.t                   |
| 8e                    | Tom Van Asbroeck      | Belgique              | Topsport Vlaanderen-Baloise | m.t                   |
| 9e                    | Nick van der Lijke    | Pays-Bas              | Belkin                      | m.t                   |
| 10e                   | Antoine Demoitié      | Belgique              | Wallonie-Bruxelles          | m.t                   |
| modifier              |                       |                       |                             |                       |

| Classement général | Classement général | Classement général | Classement général          | Classement général |
|                    | Coureur            | Pays               | Équipe                      | Temps              |
| ------------------ | ------------------ | ------------------ | --------------------------- | ------------------ |
| 1er                | Gianni Meersman    | Belgique           | Omega Pharma-Quick Step     | en 8 h 30 min 38 s |
| 2e                 | Giacomo Nizzolo    | Italie             | Trek Factory Racing         | + 5 s              |
| 3e                 | Jens Debusschere   | Belgique           | Lotto-Belisol               | + 5 s              |
| 4e                 | Zico Waeytens      | Belgique           | Topsport Vlaanderen-Baloise | + 6 s              |
| 5e                 | Sebastian Lander   | Danemark           | BMC Racing                  | + 10 s             |
| 6e                 | Silvan Dillier     | Suisse             | BMC Racing                  | + 11 s             |
| 7e                 | Juan José Lobato   | Espagne            | Movistar                    | + 12 s             |
| 8e                 | Pieter Jacobs      | Belgique           | Topsport Vlaanderen-Baloise | + 12 s             |
| 9e                 | Matti Breschel     | Danemark           | Tinkoff-Saxo                | + 14 s             |
| 10e                | Yauheni Hutarovich | Biélorussie        | AG2R La Mondiale            | + 15 s             |
| modifier           |                    |                    |                             |                    |

Cérémonie de remise des prix à l'issue de la deuxième étape
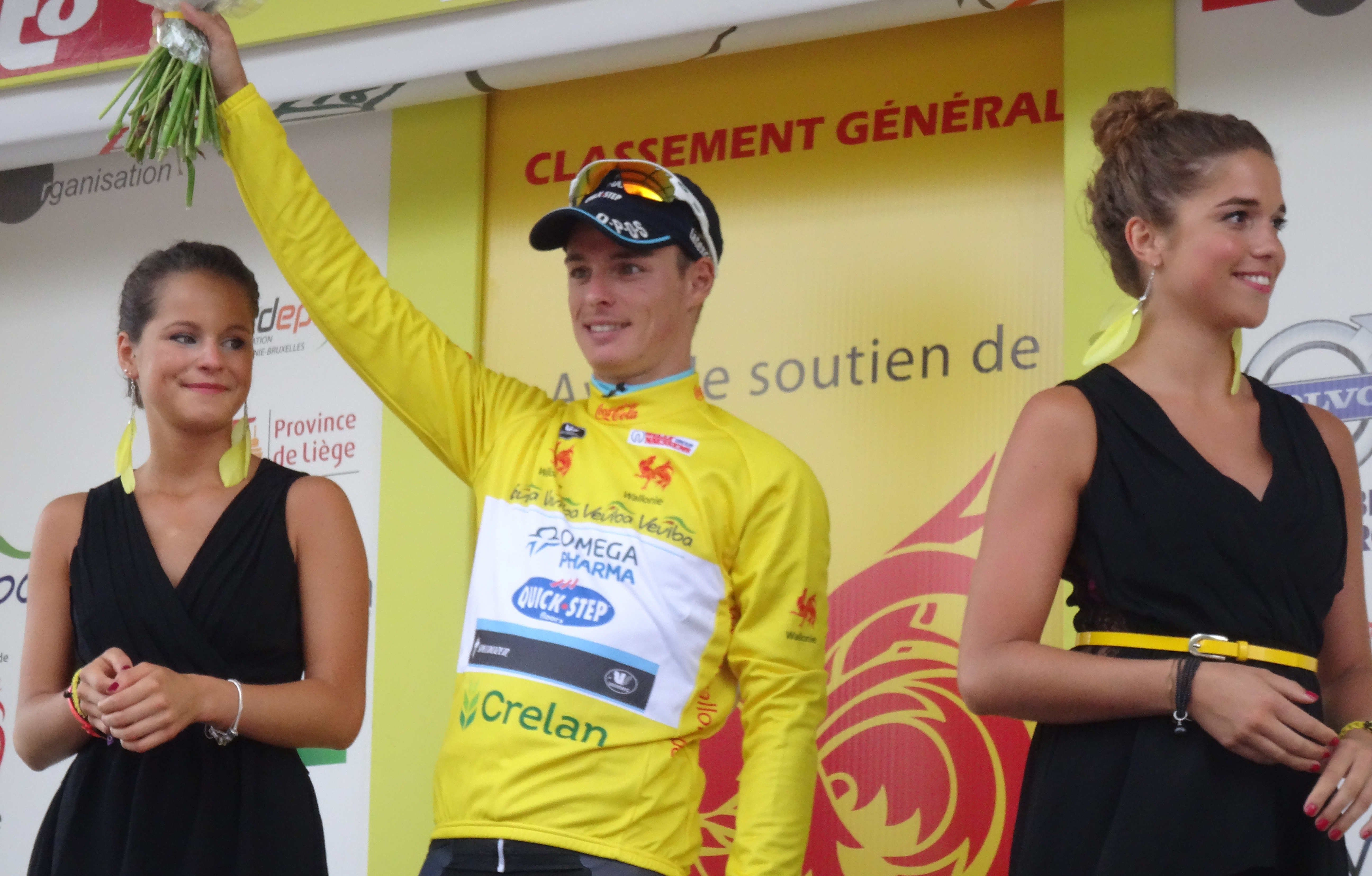
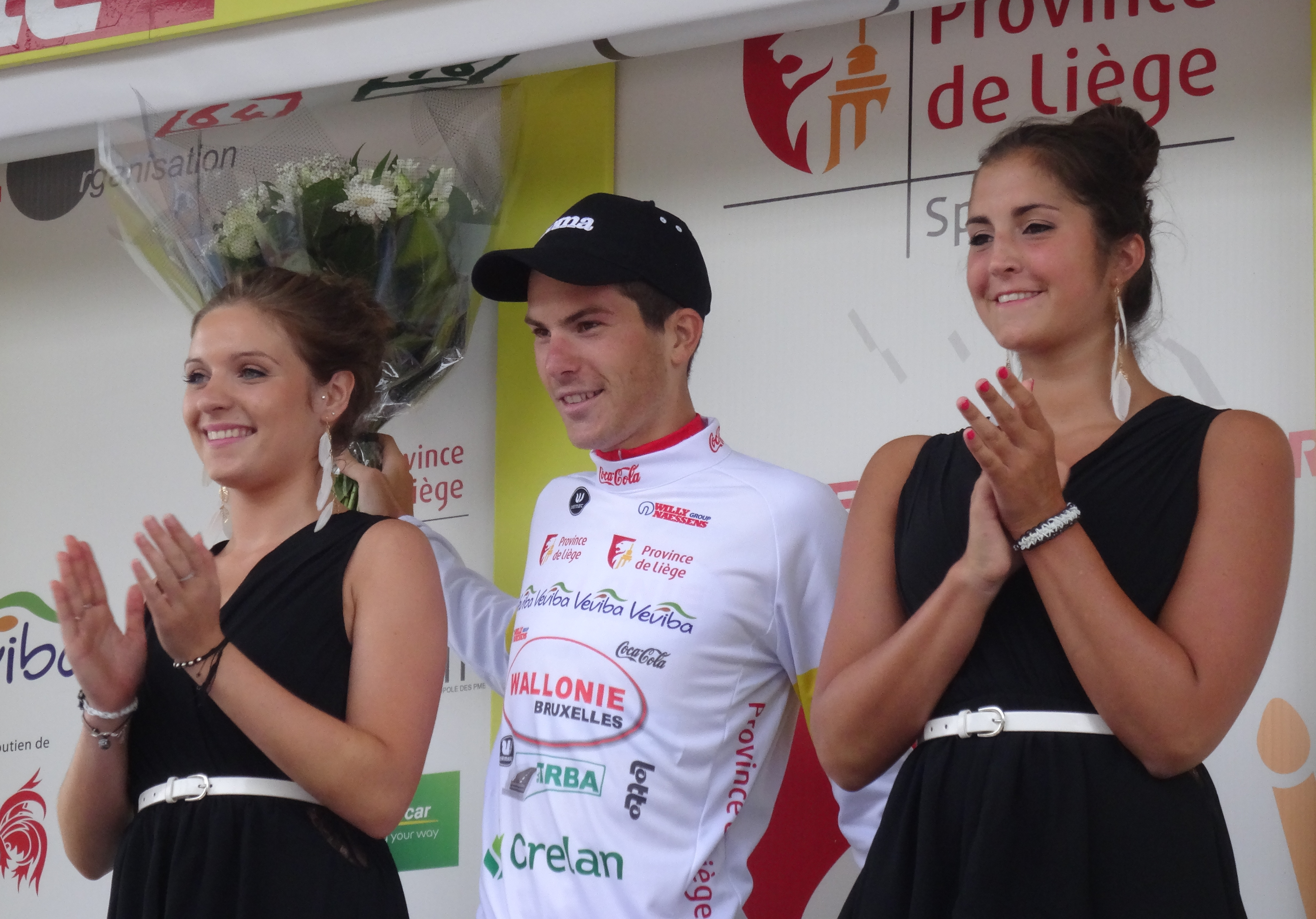
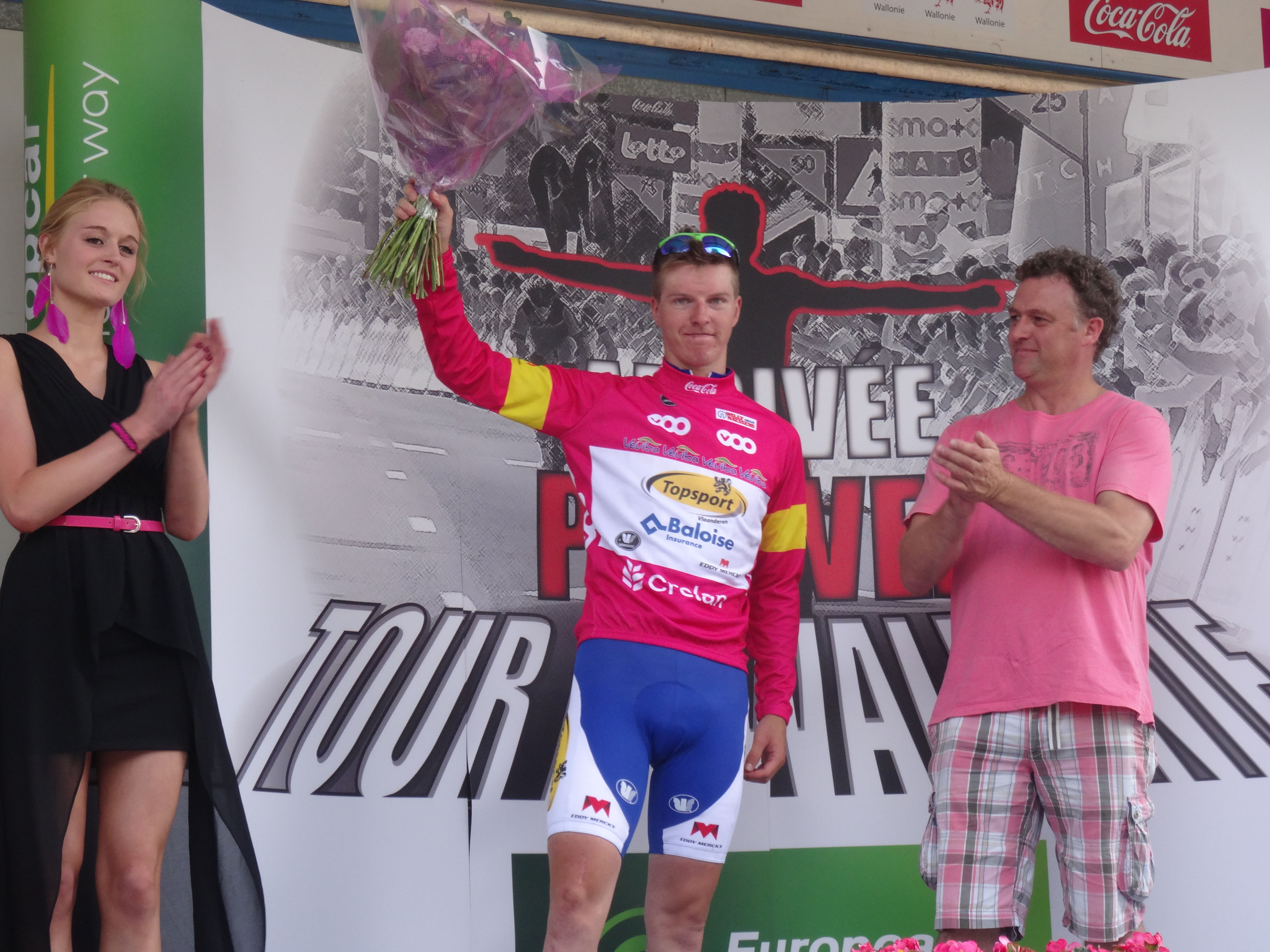
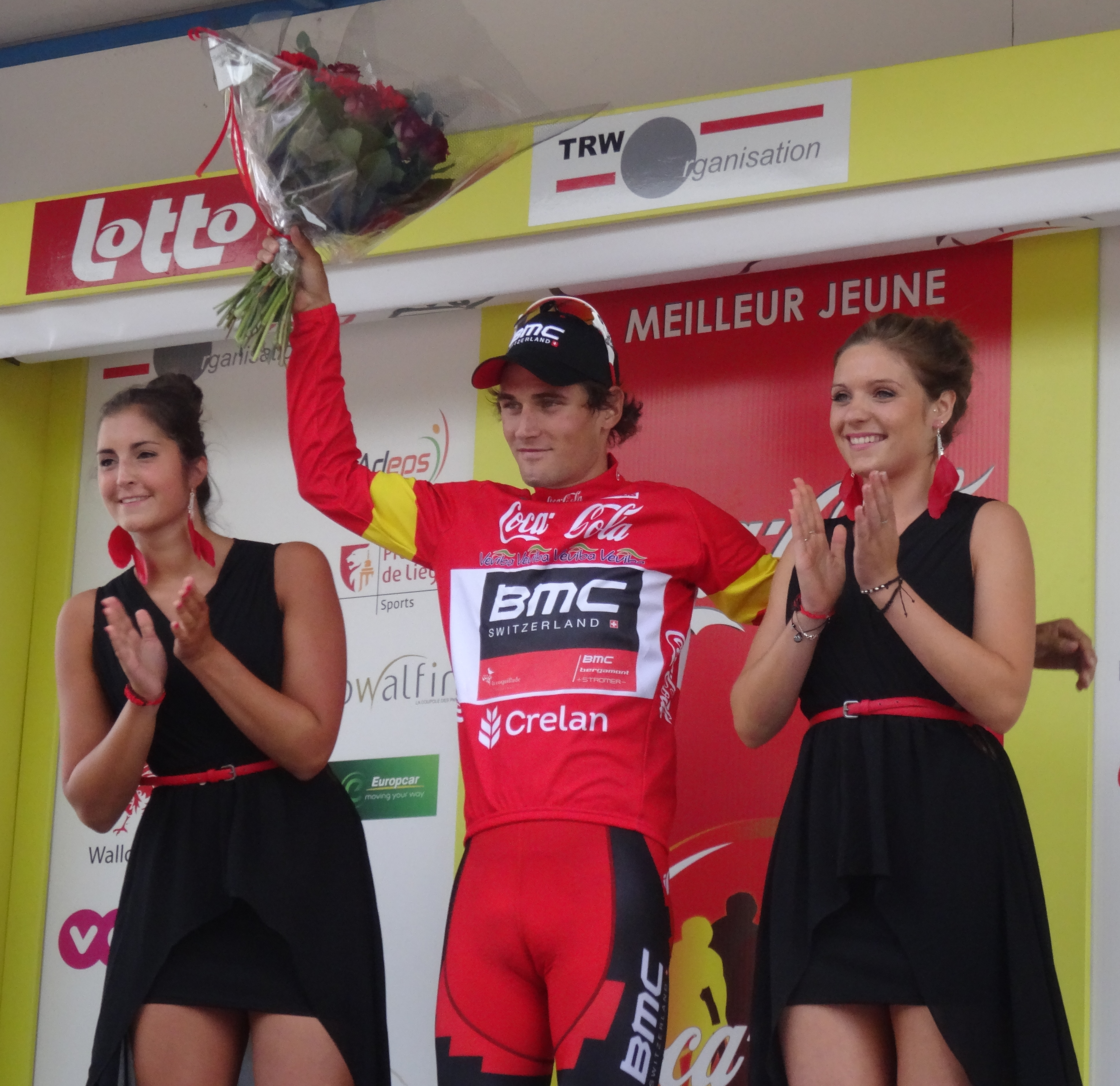
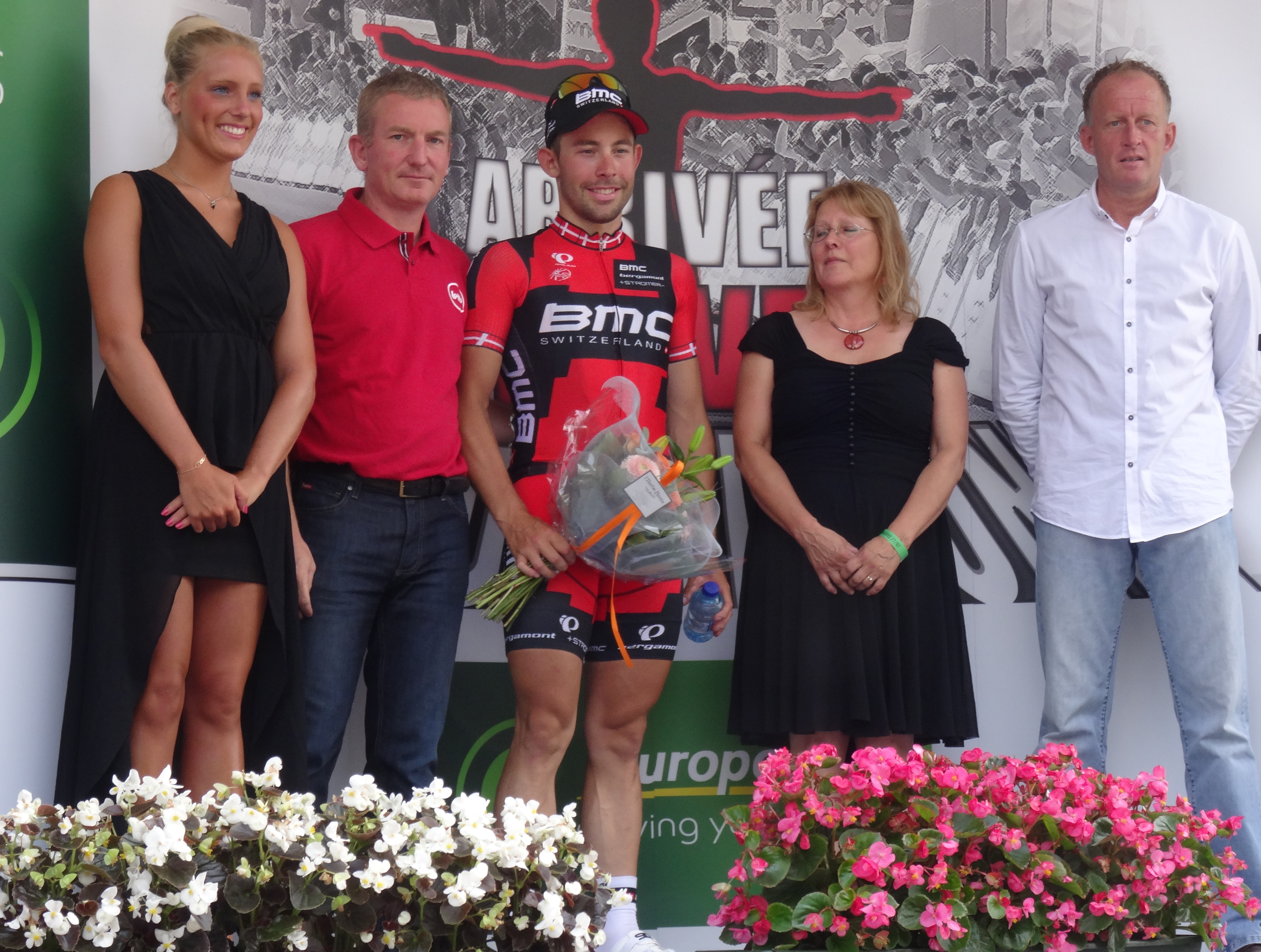

### 3eétape
| Classement de l'étape | Classement de l'étape | Classement de l'étape | Classement de l'étape       | Classement de l'étape |
|                       | Coureur               | Pays                  | Équipe                      | Temps                 |
| --------------------- | --------------------- | --------------------- | --------------------------- | --------------------- |
| 1er                   | Juan José Lobato      | Espagne               | Movistar                    | en 4 h 35 min 20 s    |
| 2e                    | Gianni Meersman       | Belgique              | Omega Pharma-Quick Step     | m.t                   |
| 3e                    | Silvan Dillier        | Suisse                | BMC Racing                  | m.t                   |
| 4e                    | Anthony Roux          | France                | FDJ.fr                      | m.t                   |
| 5e                    | Christophe Laporte    | France                | Cofidis                     | m.t                   |
| 6e                    | Pim Ligthart          | Pays-Bas              | Lotto-Belisol               | m.t                   |
| 7e                    | Lloyd Mondory         | France                | AG2R La Mondiale            | m.t                   |
| 8e                    | Laurent Évrard        | Belgique              | Wallonie-Bruxelles          | m.t                   |
| 9e                    | Matti Breschel        | Danemark              | Tinkoff-Saxo                | m.t                   |
| 10e                   | Thomas Sprengers      | Belgique              | Topsport Vlaanderen-Baloise | m.t                   |
| modifier              |                       |                       |                             |                       |

| Classement général | Classement général      | Classement général | Classement général          | Classement général |
|                    | Coureur                 | Pays               | Équipe                      | Temps              |
| ------------------ | ----------------------- | ------------------ | --------------------------- | ------------------ |
| 1er                | Gianni Meersman         | Belgique           | Omega Pharma-Quick Step     | en 13 h 5 min 49 s |
| 2e                 | Juan José Lobato        | Espagne            | Movistar                    | + 11 s             |
| 3e                 | Zico Waeytens           | Belgique           | Topsport Vlaanderen-Baloise | + 15 s             |
| 4e                 | Silvan Dillier          | Suisse             | BMC Racing                  | + 16 s             |
| 5e                 | Christopher Juul Jensen | Danemark           | Tinkoff-Saxo                | + 19 s             |
| 6e                 | Sebastian Lander        | Danemark           | BMC Racing                  | + 19 s             |
| 7e                 | Pieter Jacobs           | Belgique           | Topsport Vlaanderen-Baloise | + 21 s             |
| 8e                 | Lloyd Mondory           | France             | AG2R La Mondiale            | + 22 s             |
| 9e                 | Matti Breschel          | Danemark           | Tinkoff-Saxo                | + 23 s             |
| 10e                | Sébastien Turgot        | France             | AG2R La Mondiale            | + 23 s             |
| modifier           |                         |                    |                             |                    |

Cérémonie de remise des prix à l'issue de la troisième étape
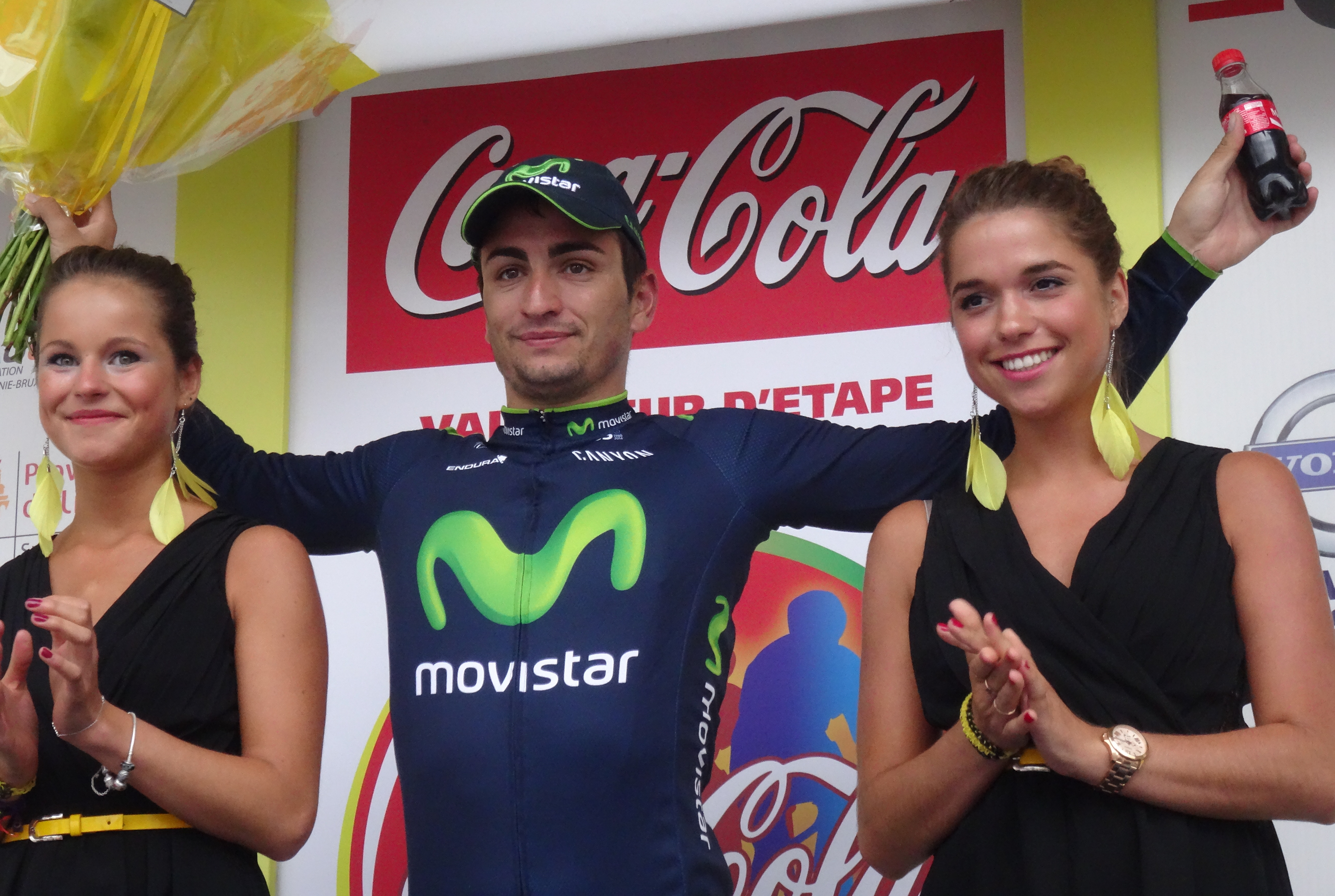
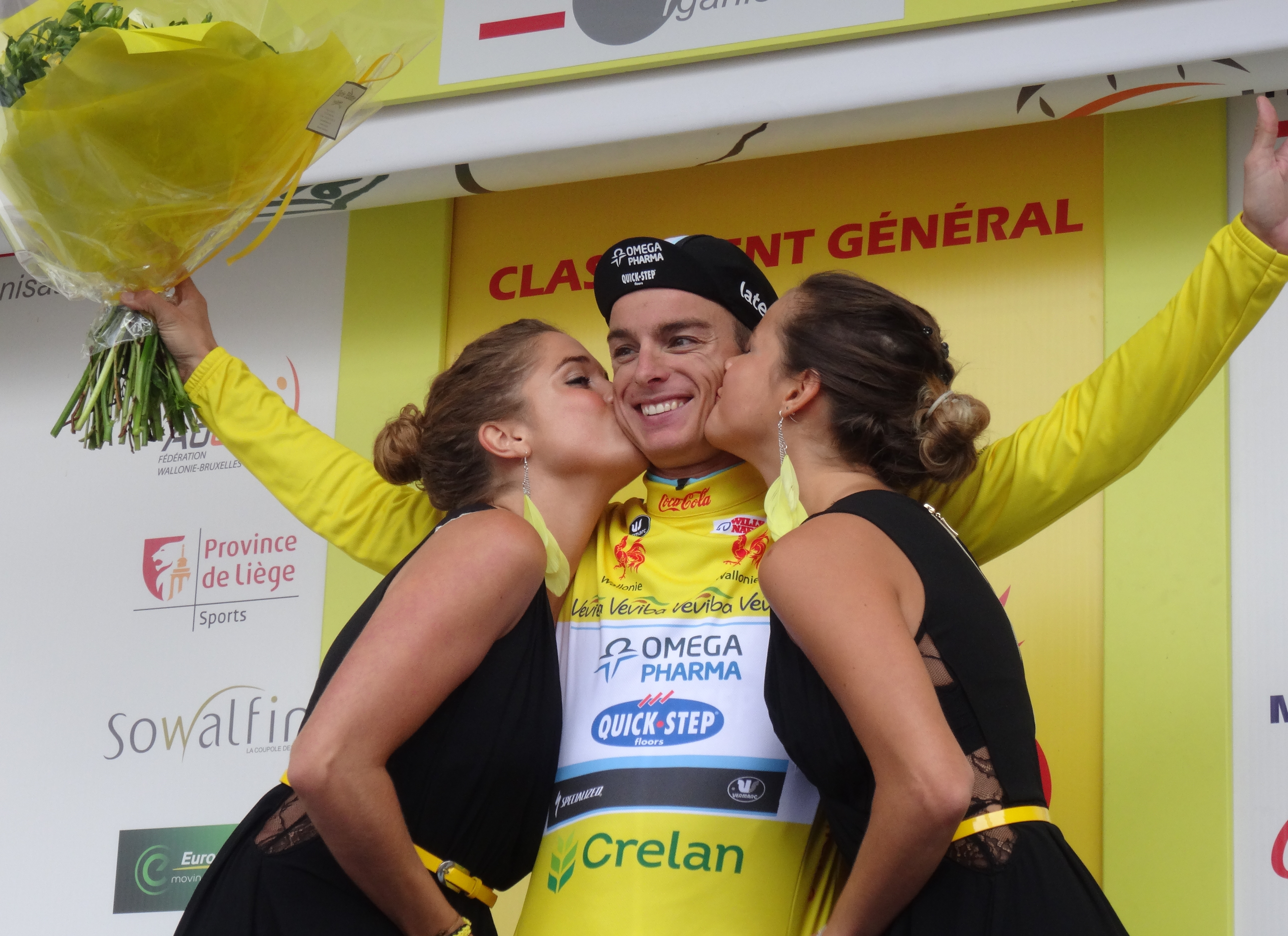
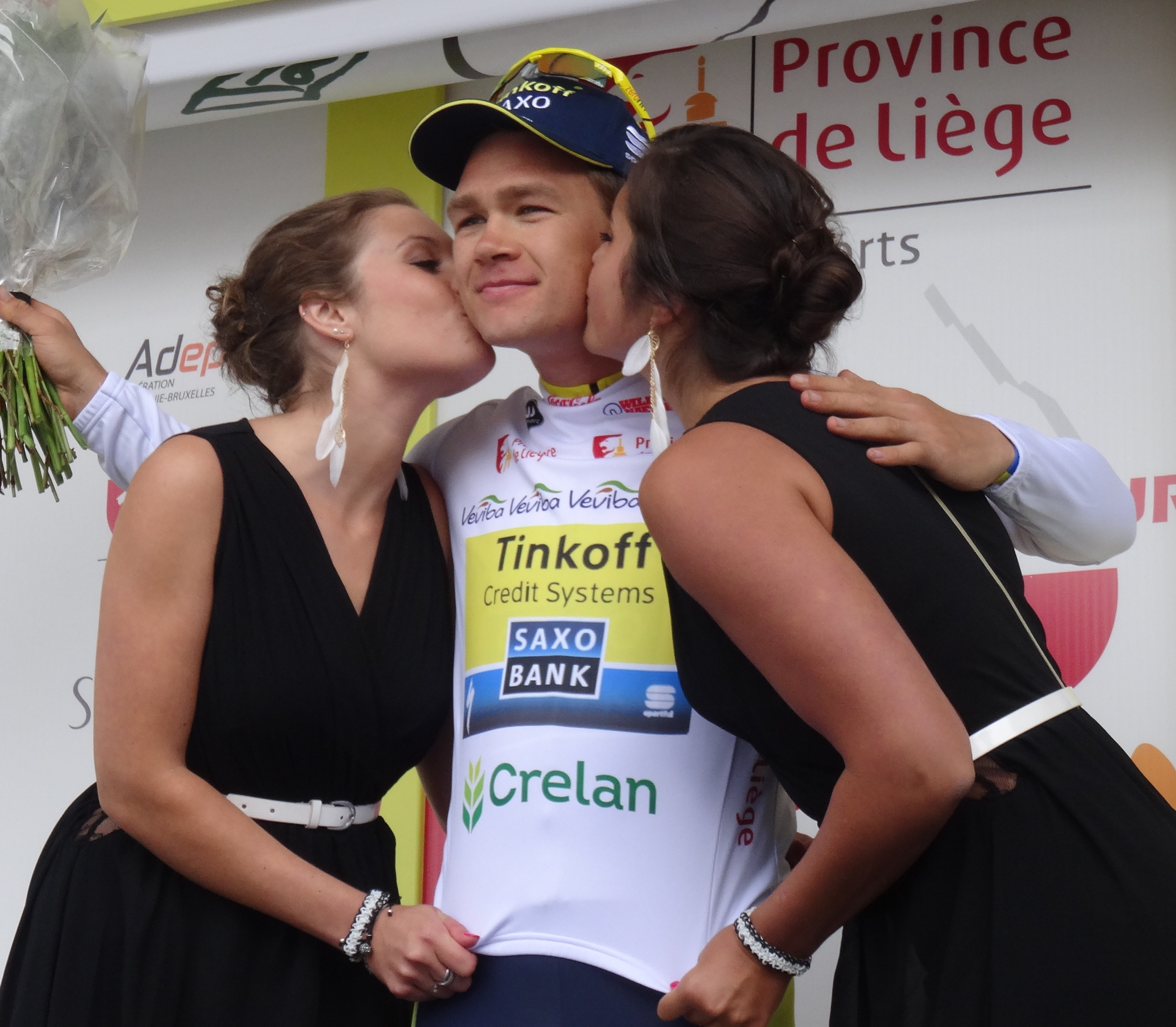
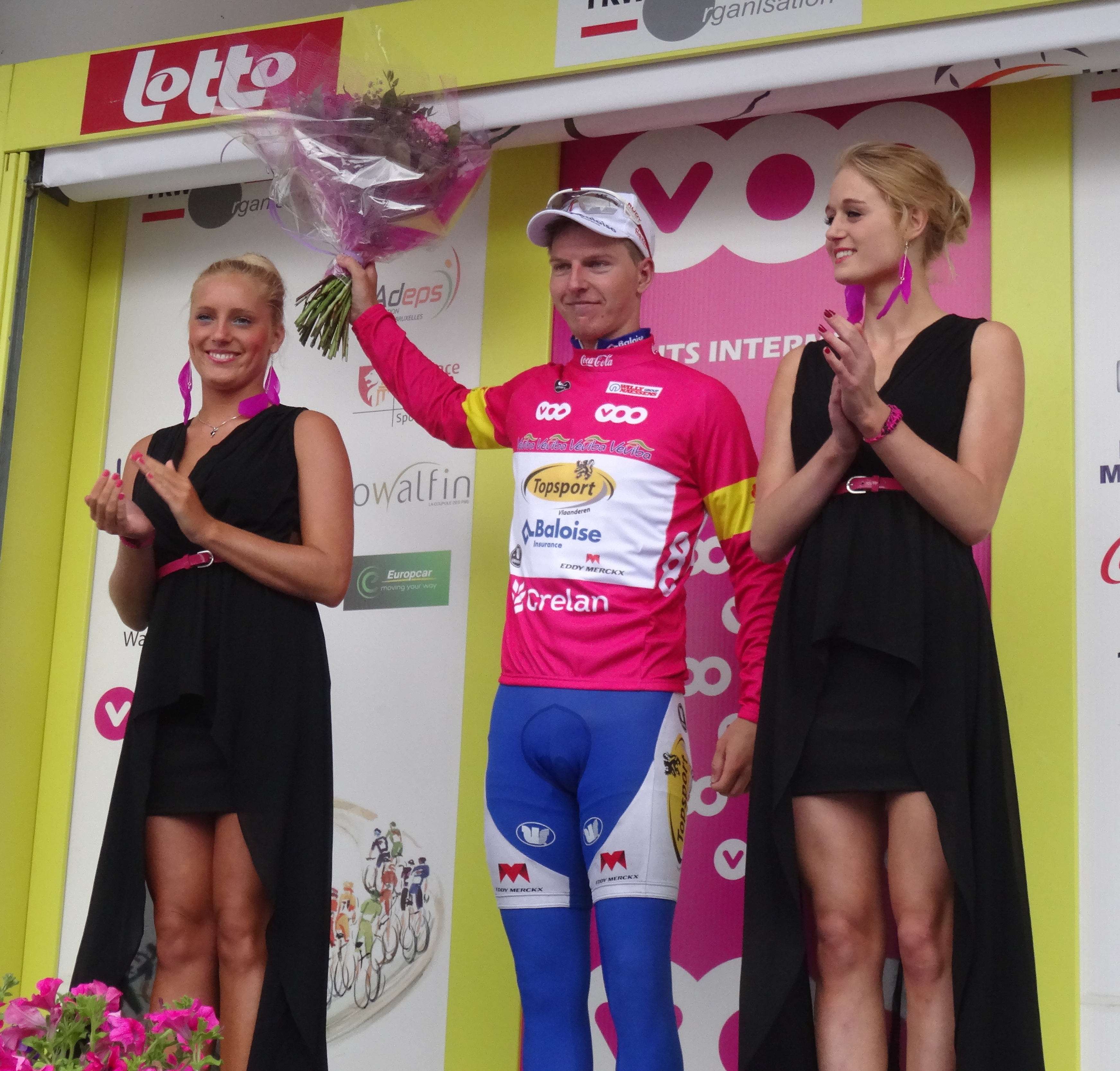
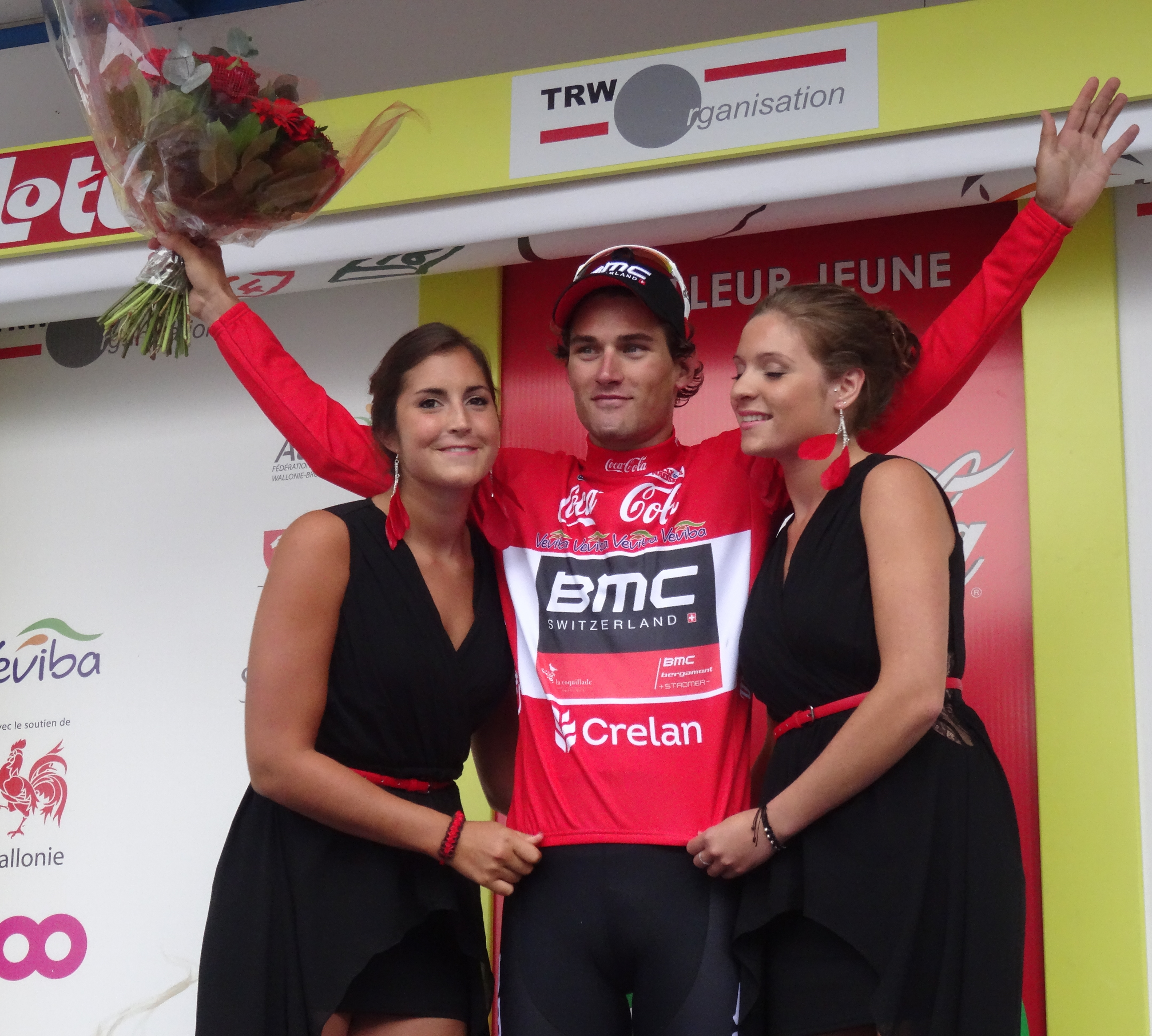
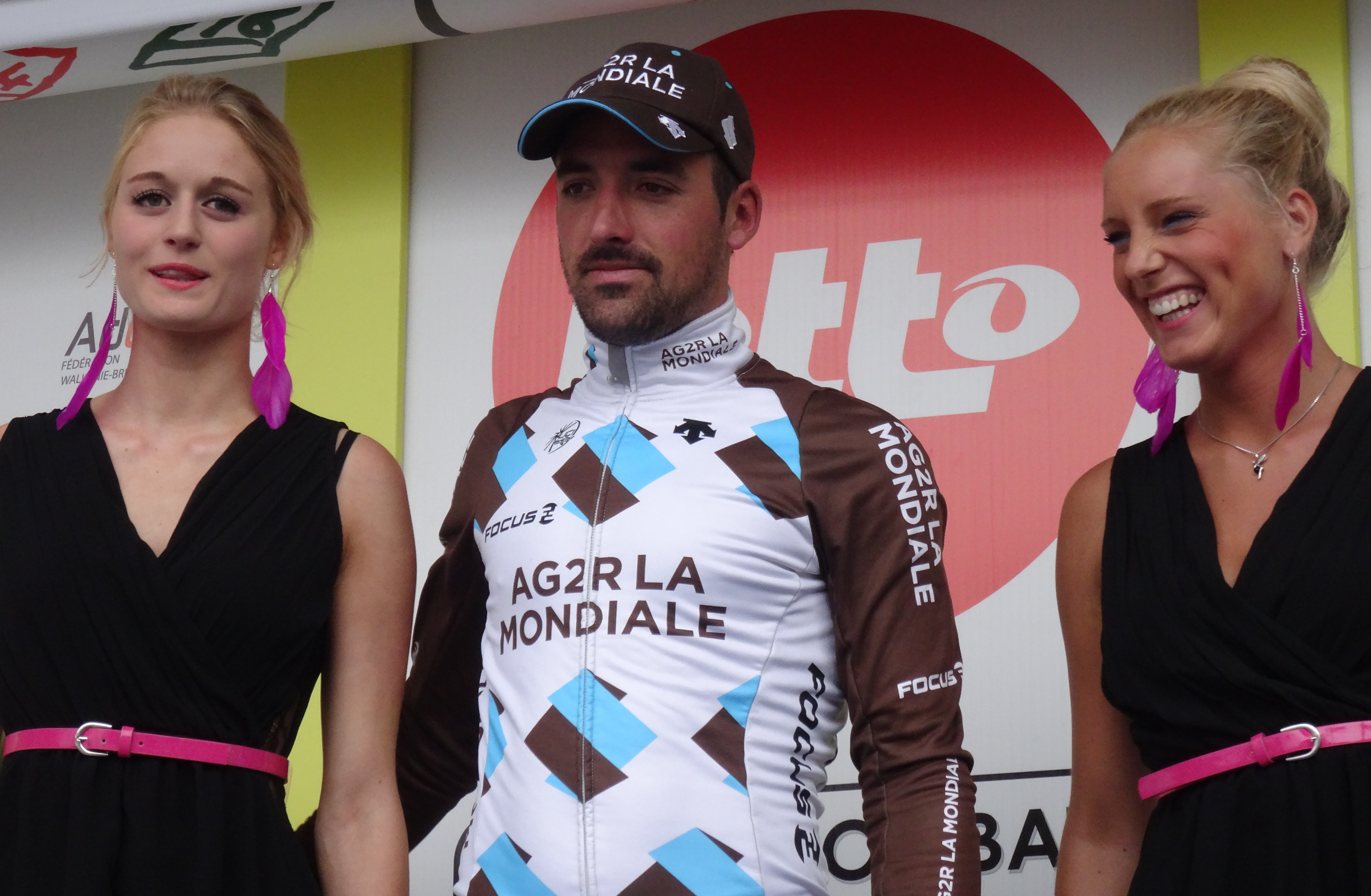

### 4eétape
| Classement de l'étape | Classement de l'étape  | Classement de l'étape | Classement de l'étape       | Classement de l'étape |
|                       | Coureur                | Pays                  | Équipe                      | Temps                 |
| --------------------- | ---------------------- | --------------------- | --------------------------- | --------------------- |
| 1er                   | Tom Van Asbroeck       | Belgique              | Topsport Vlaanderen-Baloise | en 4 h 38 min 41 s    |
| 2e                    | Gianni Meersman        | Belgique              | Omega Pharma-Quick Step     | m.t                   |
| 3e                    | Viatcheslav Kouznetsov | Russie                | Katusha                     | m.t                   |
| 4e                    | Silvan Dillier         | Suisse                | BMC Racing                  | m.t                   |
| 5e                    | Nick van der Lijke     | Pays-Bas              | Belkin                      | m.t                   |
| 6e                    | Matti Breschel         | Danemark              | Tinkoff-Saxo                | m.t                   |
| 7e                    | Anthony Roux           | France                | FDJ.fr                      | m.t                   |
| 8e                    | Francisco Ventoso      | Espagne               | Movistar                    | m.t                   |
| 9e                    | Juan José Lobato       | Espagne               | Movistar                    | m.t                   |
| 10e                   | Lloyd Mondory          | France                | AG2R La Mondiale            | m.t                   |
| modifier              |                        |                       |                             |                       |

| Classement général | Classement général      | Classement général | Classement général          | Classement général  |
|                    | Coureur                 | Pays               | Équipe                      | Temps               |
| ------------------ | ----------------------- | ------------------ | --------------------------- | ------------------- |
| 1er                | Gianni Meersman         | Belgique           | Omega Pharma-Quick Step     | en 17 h 44 min 21 s |
| 2e                 | Juan José Lobato        | Espagne            | Movistar                    | + 20 s              |
| 3e                 | Silvan Dillier          | Suisse             | BMC Racing                  | + 23 s              |
| 4e                 | Tom Van Asbroeck        | Belgique           | Topsport Vlaanderen-Baloise | + 23 s              |
| 5e                 | Zico Waeytens           | Belgique           | Topsport Vlaanderen-Baloise | + 24 s              |
| 6e                 | Christopher Juul Jensen | Danemark           | Tinkoff-Saxo                | + 28 s              |
| 7e                 | Viatcheslav Kouznetsov  | Russie             | Katusha                     | + 30 s              |
| 8e                 | Pieter Jacobs           | Belgique           | Topsport Vlaanderen-Baloise | + 30 s              |
| 9e                 | Lloyd Mondory           | France             | AG2R La Mondiale            | + 31 s              |
| 10e                | Pim Ligthart            | Pays-Bas           | Lotto-Belisol               | + 31 s              |
| modifier           |                         |                    |                             |                     |

Cérémonie de remise des prix à l'issue de la quatrième étape
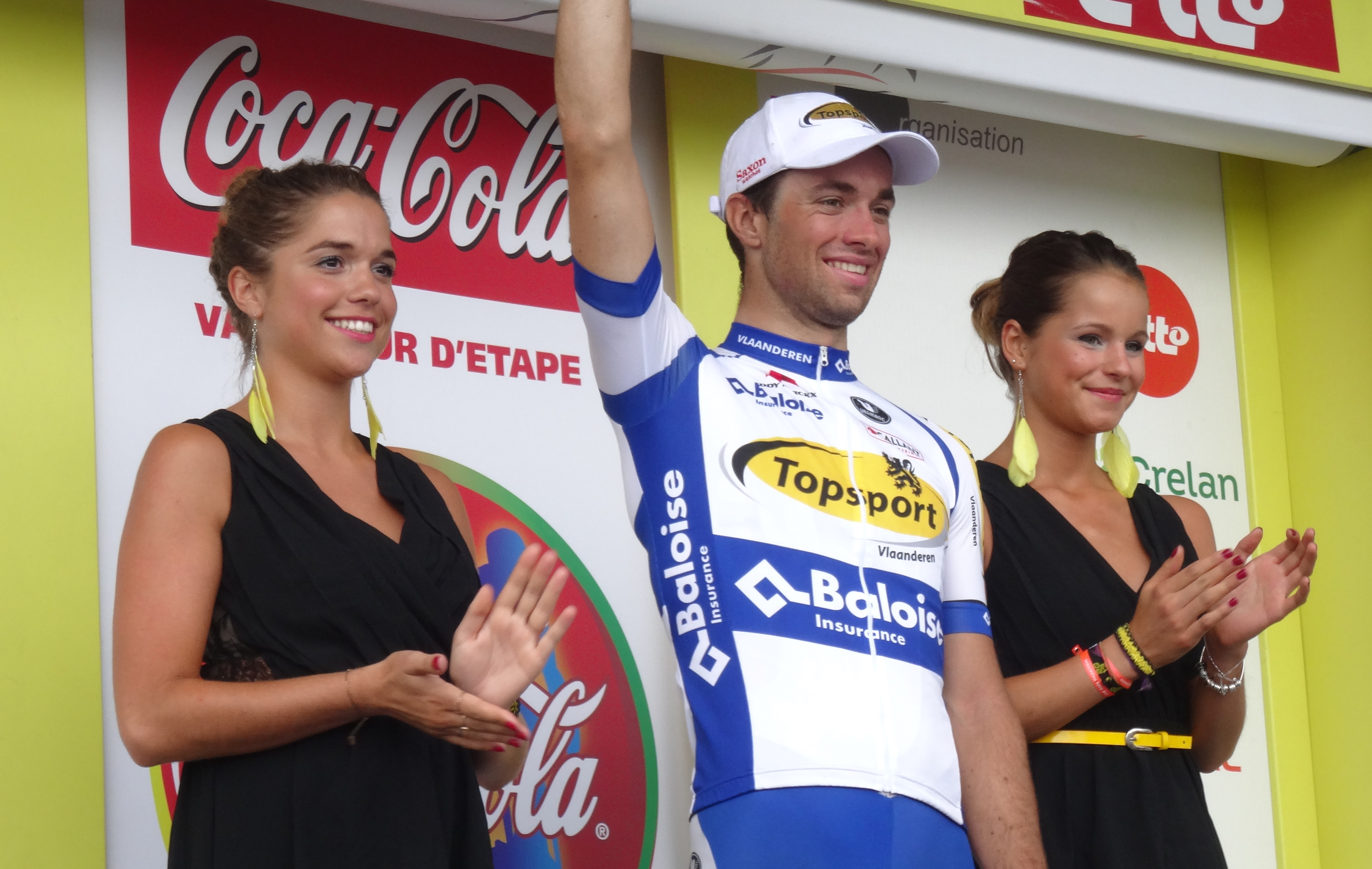
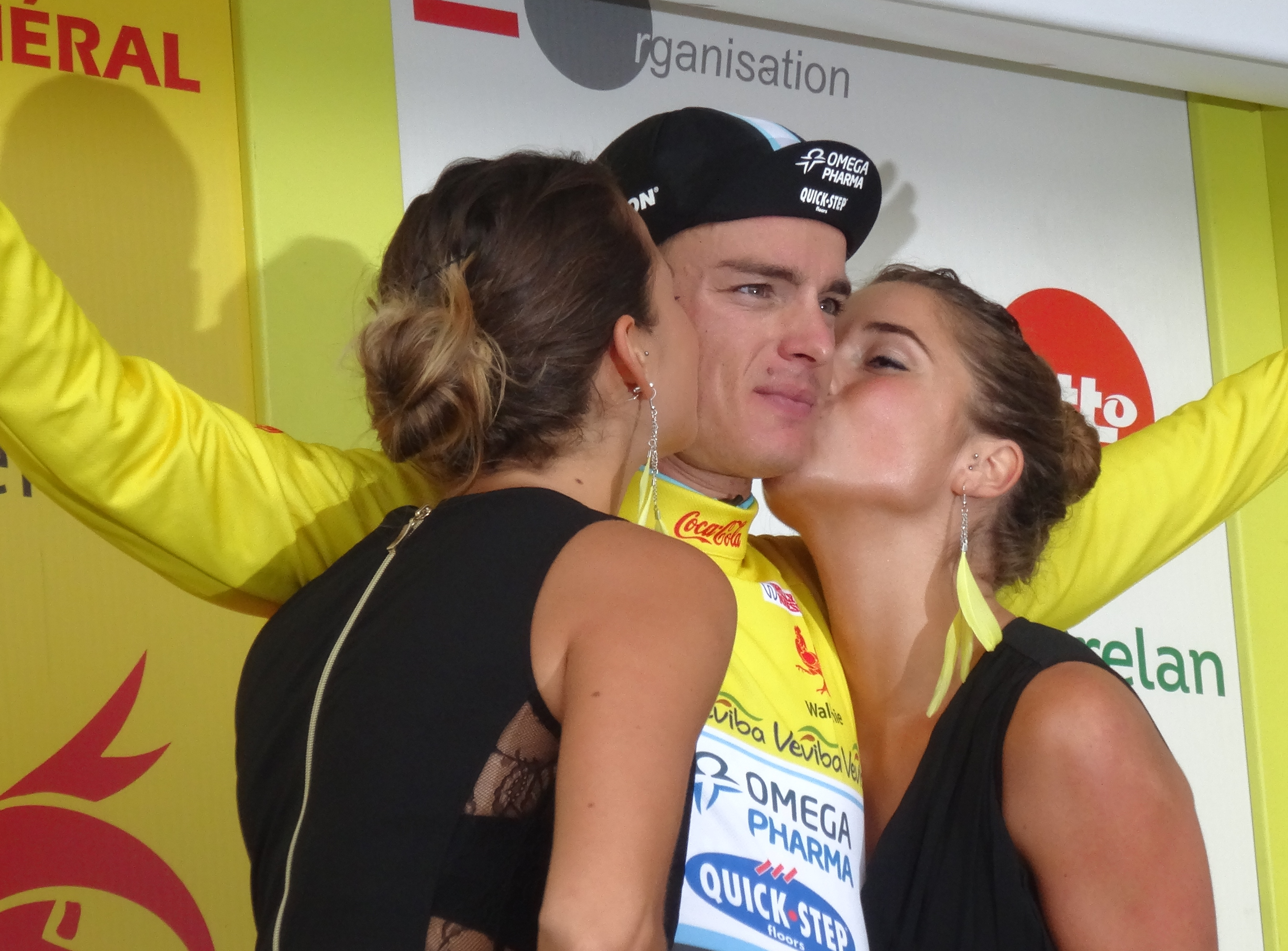
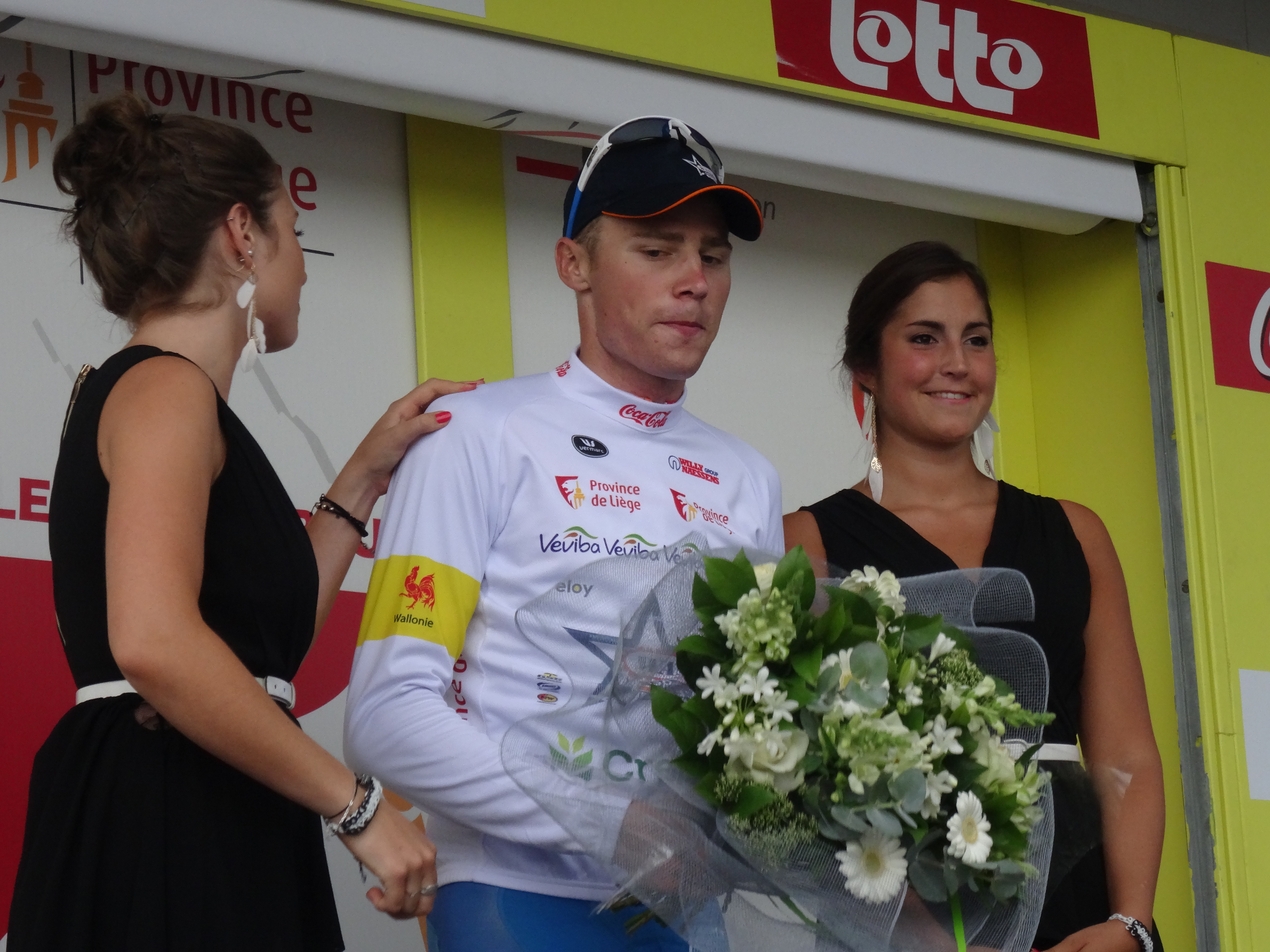
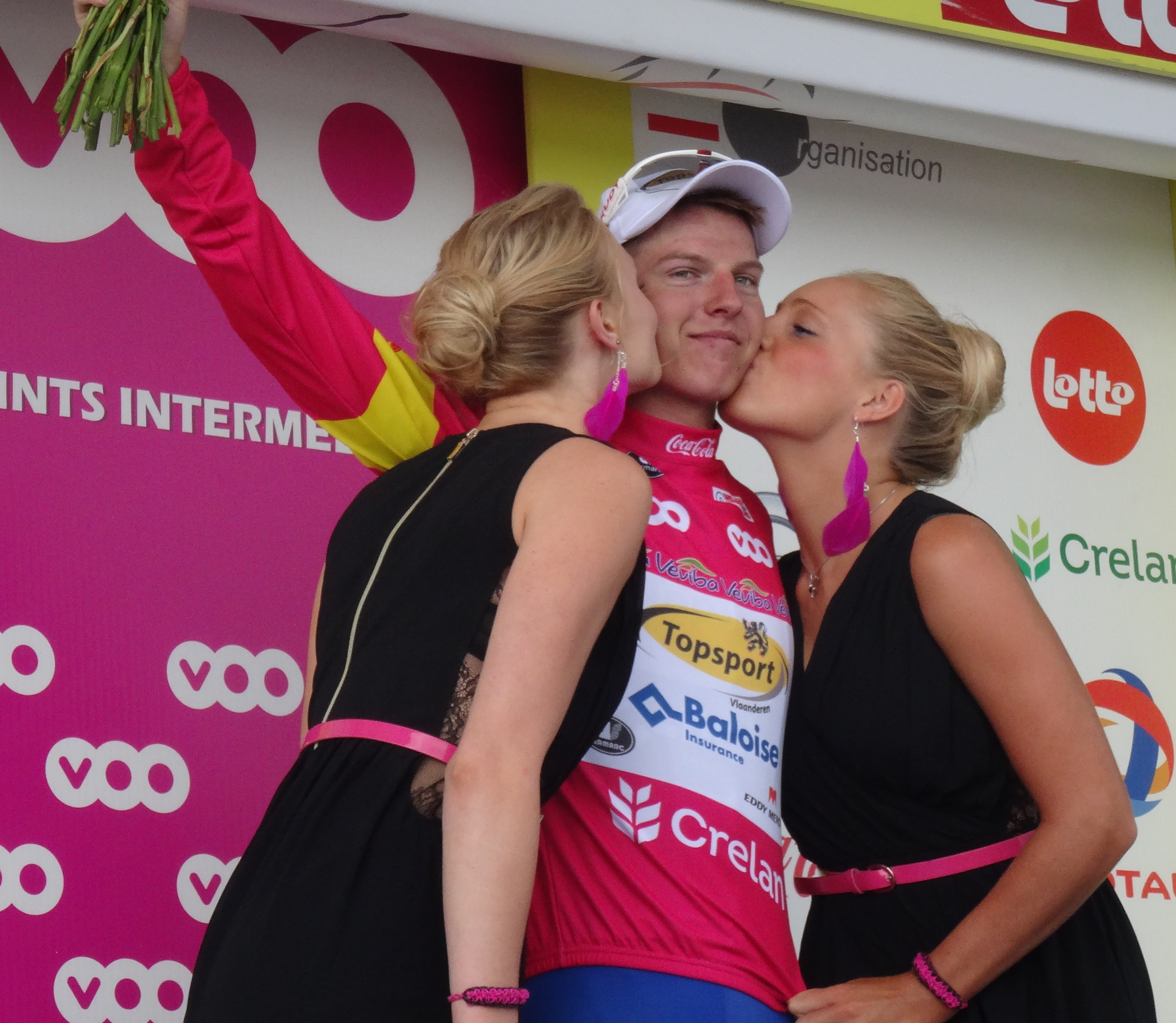
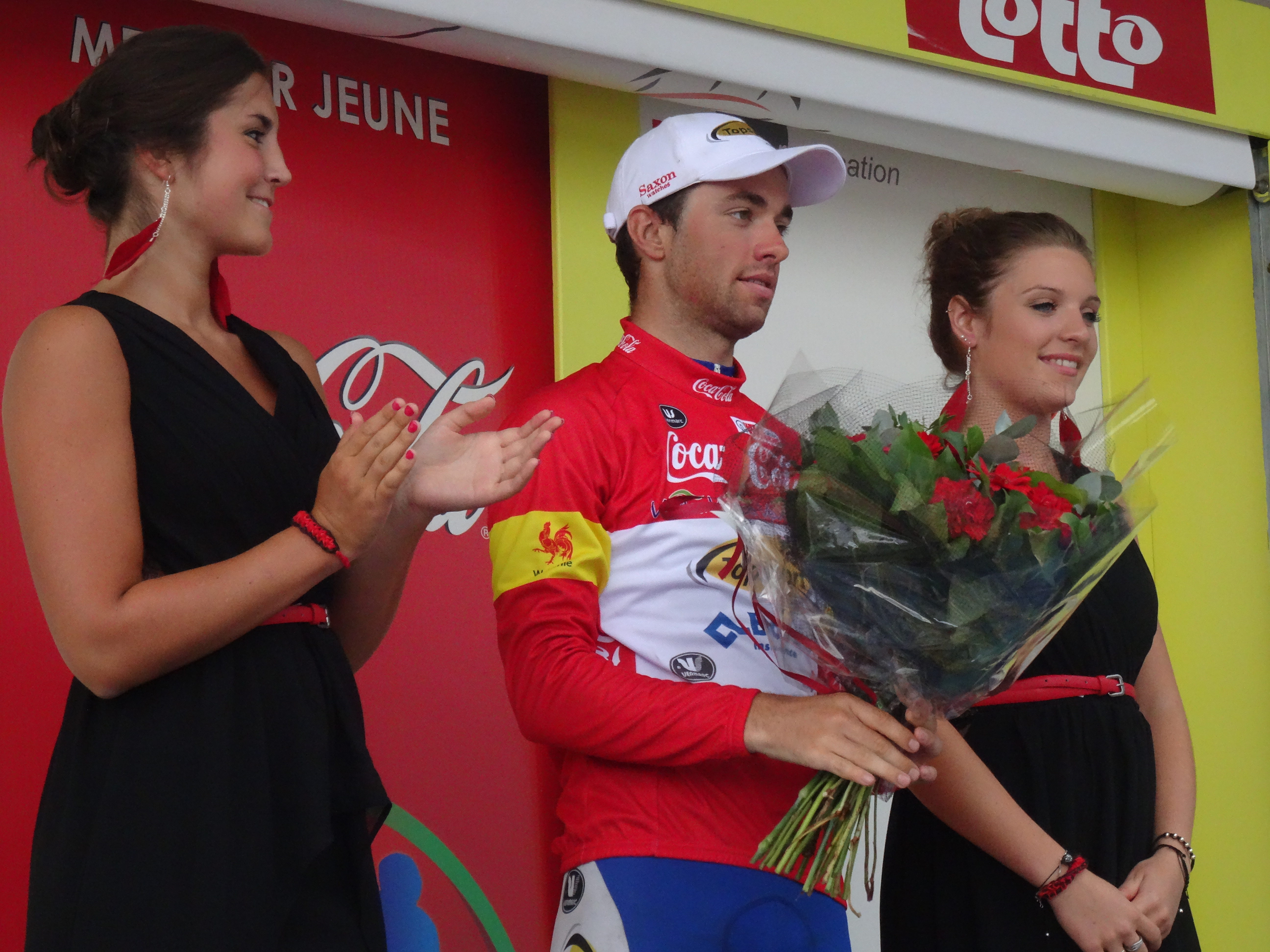
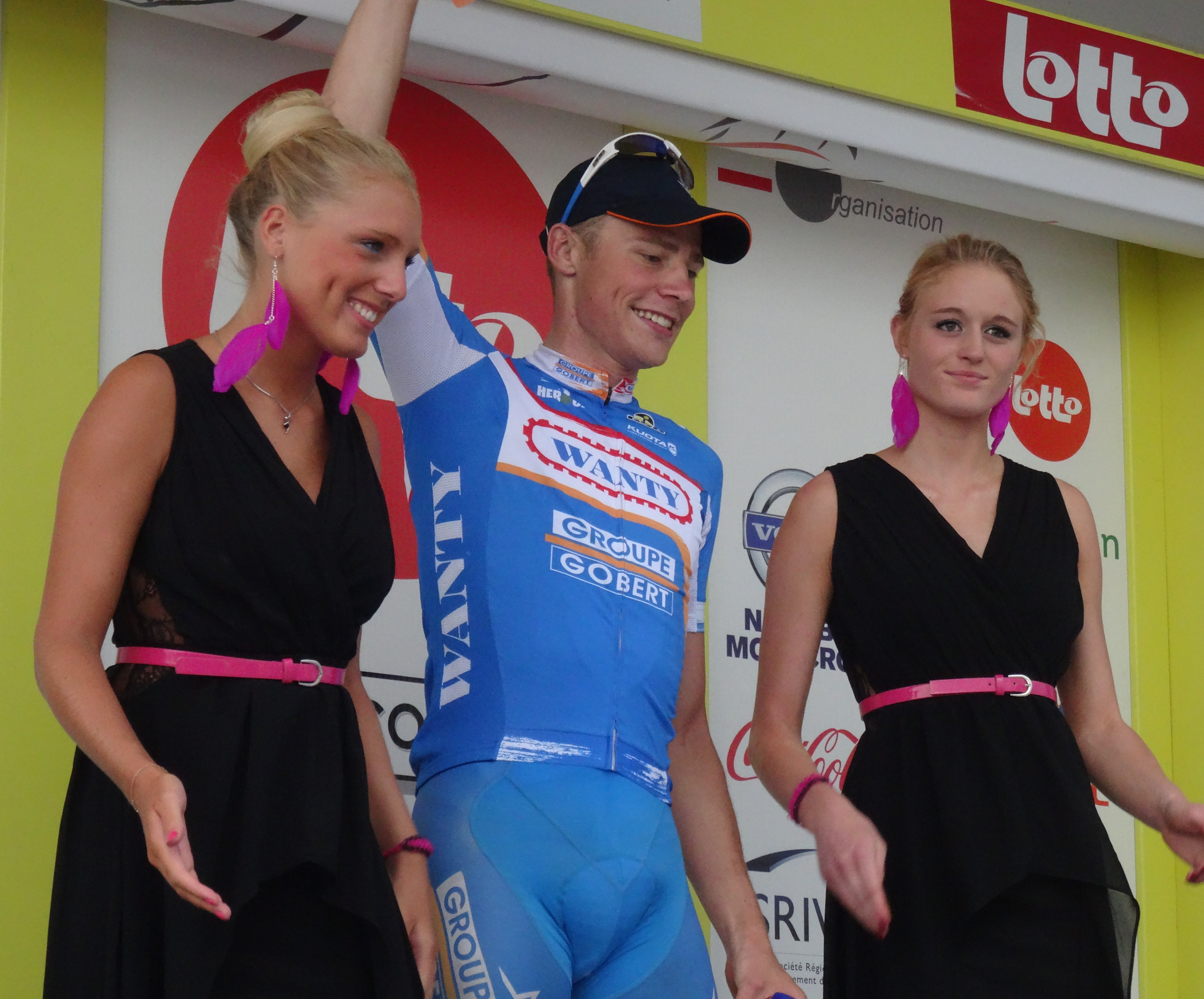

### 5eétape
| Classement de l'étape | Classement de l'étape  | Classement de l'étape | Classement de l'étape       | Classement de l'étape |
|                       | Coureur                | Pays                  | Équipe                      | Temps                 |
| --------------------- | ---------------------- | --------------------- | --------------------------- | --------------------- |
| 1er                   | Gianni Meersman        | Belgique              | Omega Pharma-Quick Step     | en 4 h 33 min 0 s     |
| 2e                    | Yves Lampaert          | Belgique              | Topsport Vlaanderen-Baloise | m.t                   |
| 3e                    | Jasper Stuyven         | Belgique              | Trek Factory Racing         | m.t                   |
| 4e                    | Lloyd Mondory          | France                | AG2R La Mondiale            | m.t                   |
| 5e                    | Christophe Laporte     | France                | Cofidis                     | m.t                   |
| 6e                    | Silvan Dillier         | Suisse                | BMC Racing                  | m.t                   |
| 7e                    | Anthony Roux           | France                | FDJ.fr                      | m.t                   |
| 8e                    | Pablo Lastras          | Espagne               | Movistar                    | m.t                   |
| 9e                    | Viatcheslav Kouznetsov | Russie                | Katusha                     | m.t                   |
| 10e                   | Zdeněk Štybar          | Tchéquie              | Omega Pharma-Quick Step     | m.t                   |
| modifier              |                        |                       |                             |                       |

Cérémonie de remise des prix à l'issue de la cinquième étape
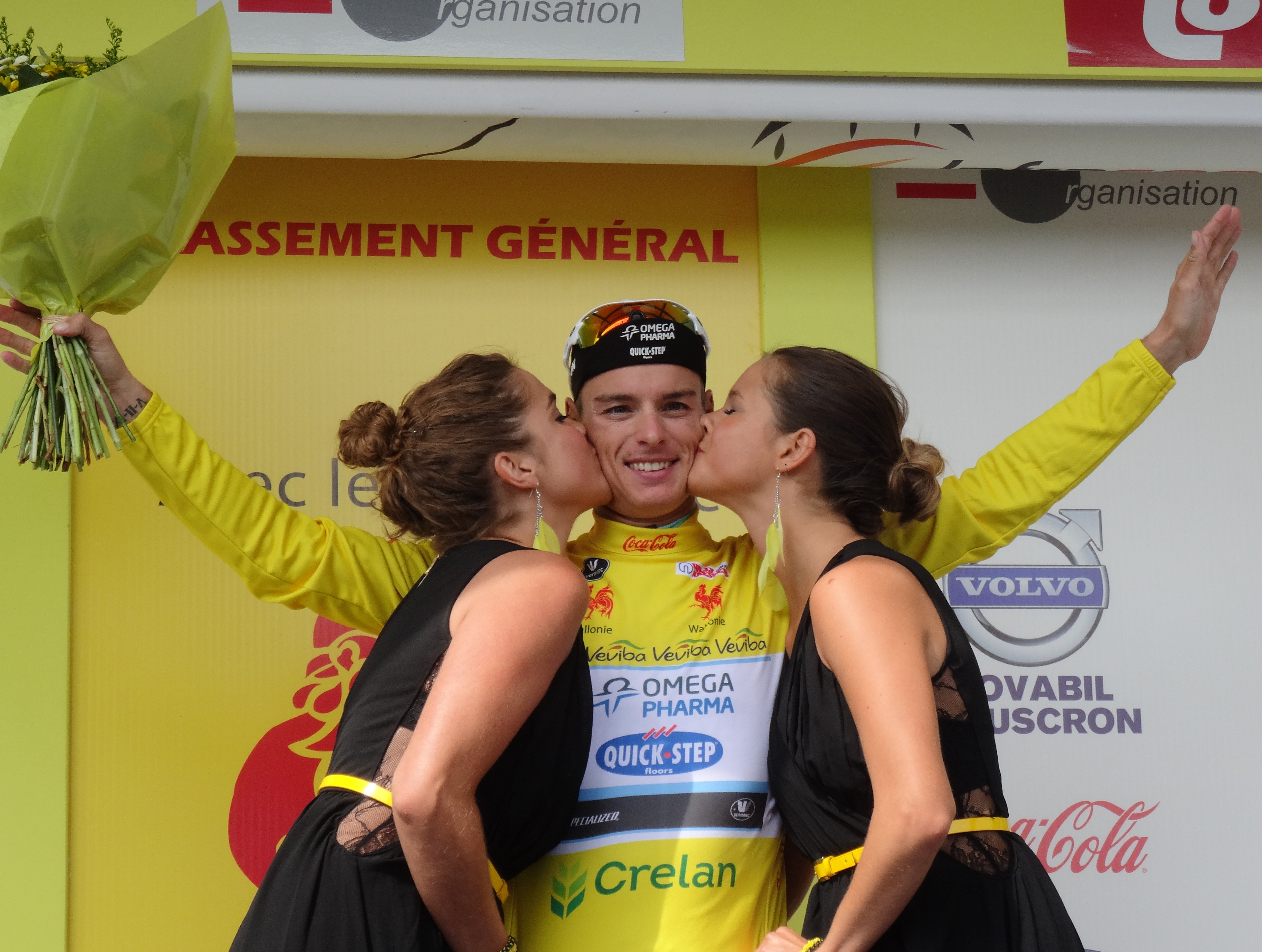
Gianni Meersman (Omega Pharma-Quick Step), vainqueur de l'étape, leader du classement général et du classement par points.
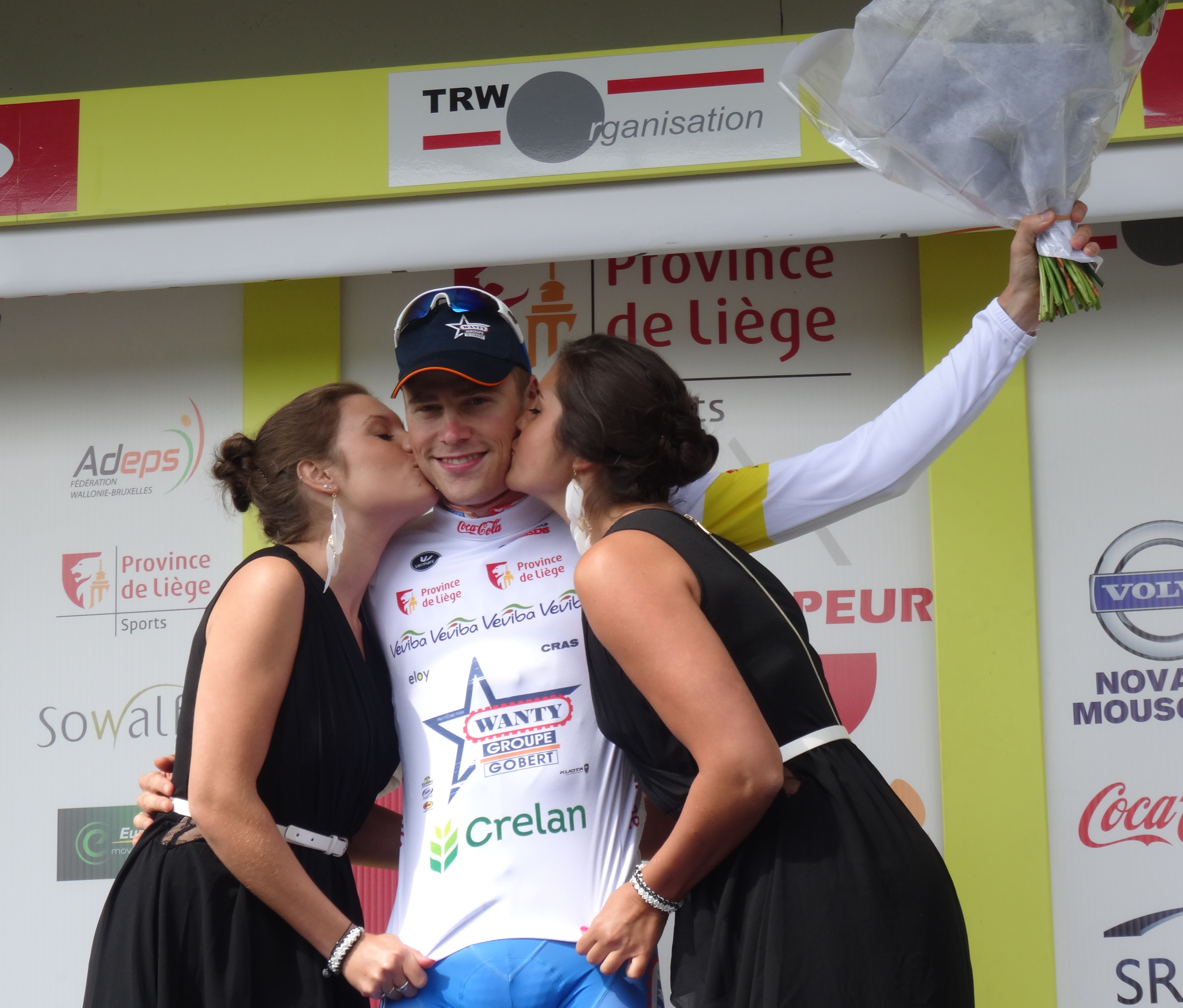
Kévin Van Melsen (Wanty-Groupe Gobert), meilleur grimpeur.
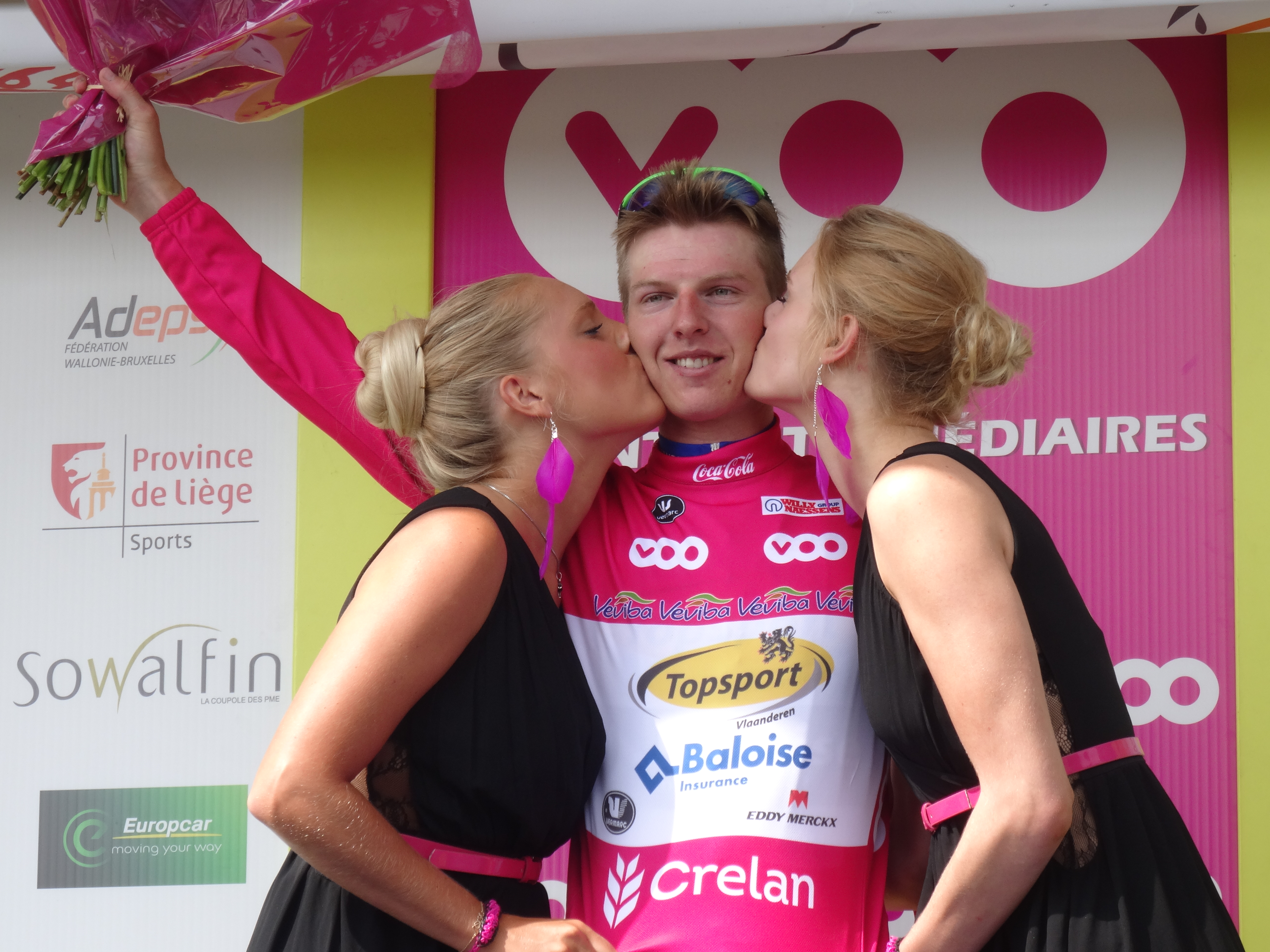
Zico Waeytens (Topsport Vlaanderen-Baloise), meilleur sprinteur.
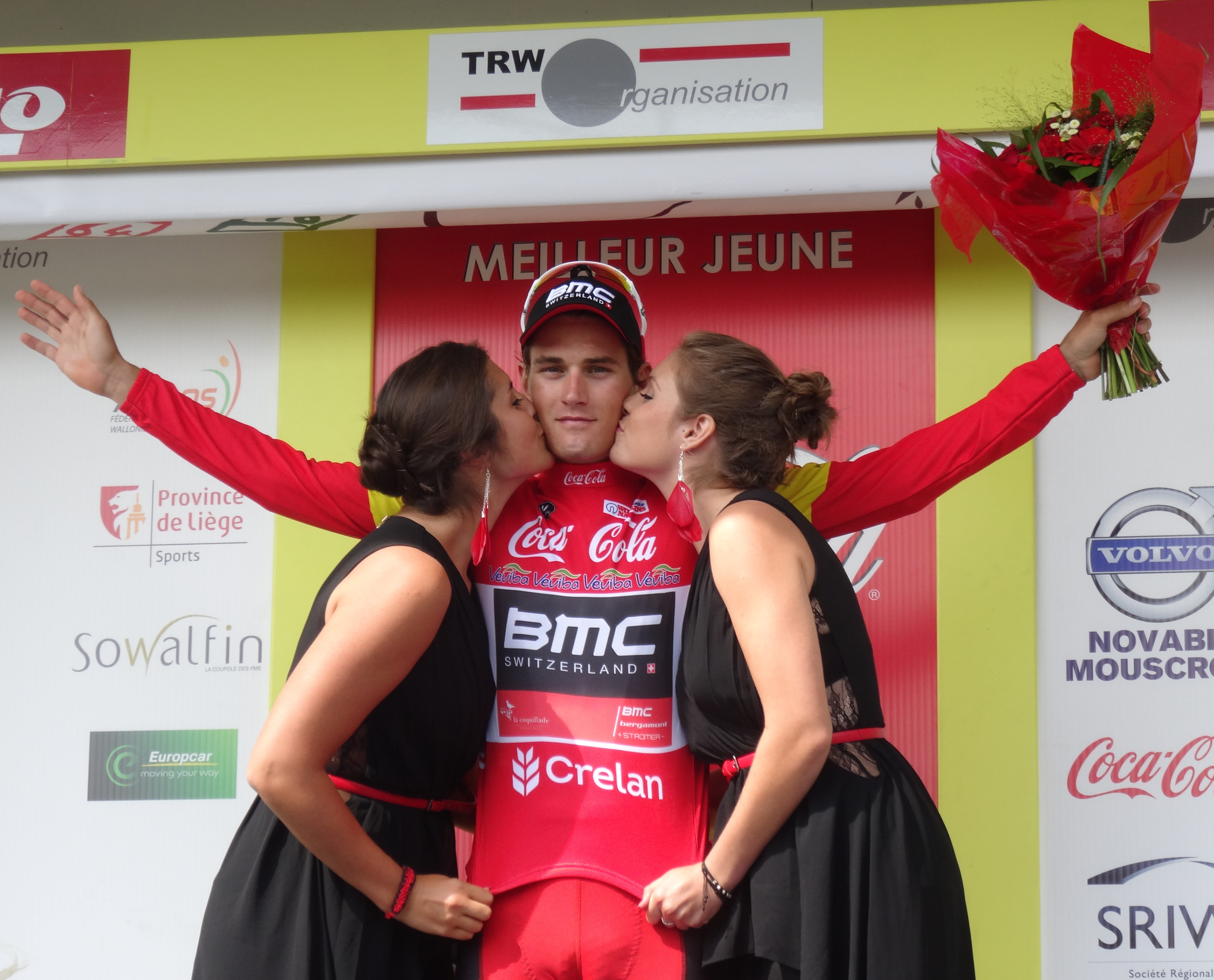
Silvan Dillier (BMC Racing), meilleur jeune.
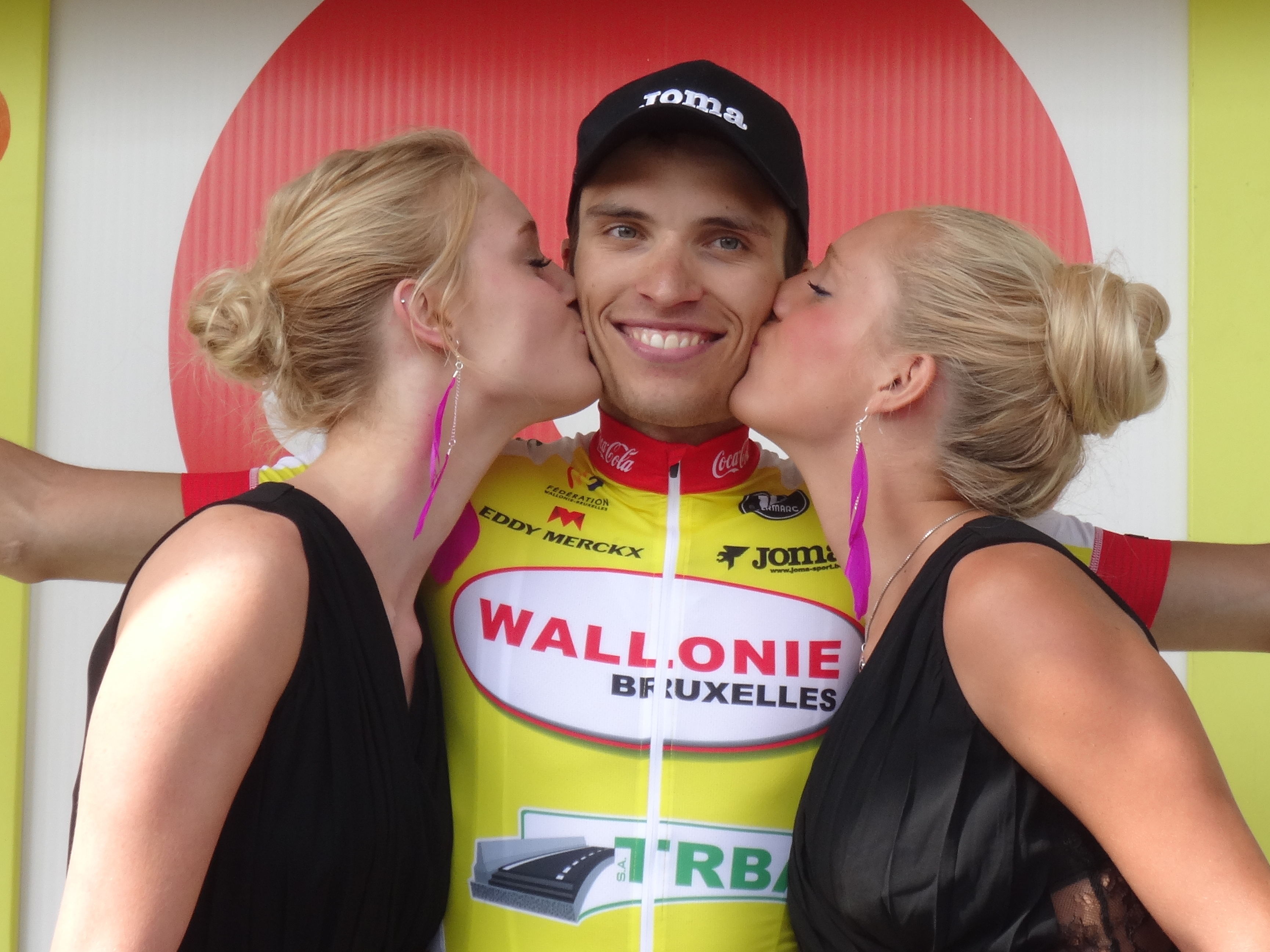
Maxime Anciaux (Wallonie-Bruxelles), coureur le plus combatif.

## Classements finals

### Classements annexes

#### Classement par points
| Classement par points | Classement par points | Classement par points | Classement par points   | Classement par points |
| --------------------- | --------------------- | --------------------- | ----------------------- | --------------------- |
|                       | Coureur               | Pays                  | Équipe                  | Point(s)              |
| 1er                   | Gianni Meersman       | Belgique              | Omega Pharma-Quick Step | 105 points            |
| 2e                    | Silvan Dillier        | Suisse                | BMC Racing              | 56 pts                |
| 3e                    | Juan José Lobato      | Espagne               | Movistar                | 52 pts                |
| modifier              |                       |                       |                         |                       |

#### Classement des sprints
| Classement des sprints | Classement des sprints | Classement des sprints | Classement des sprints      | Classement des sprints |
| ---------------------- | ---------------------- | ---------------------- | --------------------------- | ---------------------- |
|                        | Coureur                | Pays                   | Équipe                      | Point(s)               |
| 1er                    | Zico Waeytens          | Belgique               | Topsport Vlaanderen-Baloise | 16 points              |
| 2e                     | Gianni Meersman        | Belgique               | Omega Pharma-Quick Step     | 14 pts                 |
| 3e                     | Sebastian Lander       | Danemark               | BMC Racing                  | 11 pts                 |
| modifier               |                        |                        |                             |                        |

#### Classement du meilleur grimpeur
| Classement du meilleur grimpeur | Classement du meilleur grimpeur | Classement du meilleur grimpeur | Classement du meilleur grimpeur | Classement du meilleur grimpeur |
| ------------------------------- | ------------------------------- | ------------------------------- | ------------------------------- | ------------------------------- |
|                                 | Coureur                         | Pays                            | Équipe                          | Point(s)                        |
| 1er                             | Kévin Van Melsen                | Belgique                        | Wanty-Groupe Gobert             | 86 points                       |
| 2e                              | Christopher Juul Jensen         | Danemark                        | Tinkoff-Saxo                    | 48 pts                          |
| 3e                              | Julien Stassen                  | Belgique                        | Wallonie-Bruxelles              | 44 pts                          |
| modifier                        |                                 |                                 |                                 |                                 |

#### Classement du meilleur jeune
| Classement du meilleur jeune | Classement du meilleur jeune | Classement du meilleur jeune | Classement du meilleur jeune | Classement du meilleur jeune |
|                              | Coureur                      | Pays                         | Équipe                       | Temps                        |
| ---------------------------- | ---------------------------- | ---------------------------- | ---------------------------- | ---------------------------- |
| 1er                          | Silvan Dillier               | Suisse                       | BMC Racing                   | en 22 h 17 min 44 s          |
| 2e                           | Tom Van Asbroeck             | Belgique                     | Topsport Vlaanderen-Baloise  | m.t                          |
| 3e                           | Zico Waeytens                | Belgique                     | Topsport Vlaanderen-Baloise  | + 1 s                        |
| modifier                     |                              |                              |                              |                              |

#### Classement par équipes
| Classement par équipes | Classement par équipes      | Classement par équipes | Classement par équipes | Classement par équipes |
|                        | Équipes                     | Pays                   |                        | Temps                  |
| ---------------------- | --------------------------- | ---------------------- | ---------------------- | ---------------------- |
| Vainqueur              | Topsport Vlaanderen-Baloise | Belgique               | en                     | 66 h 53 min 44 s       |
| 2e                     | AG2R La Mondiale            | France                 |                        | m.t                    |
| 3e                     | Tinkoff-Saxo                | Russie                 |                        | m.t                    |
| modifier               |                             |                        |                        |                        |

### UCI Europe Tour
Ce Tour de Wallonie attribue des points pour l'UCI Europe Tour 2015, par équipes seulement aux coureurs des équipes continentales professionnelles et continentales, individuellement à tous les coureurs sauf ceux faisant partie d'une équipe ayant un label ProTeam.
| Position           | 1er | 2e | 3e | 4e | 5e | 6e | 7e | 8e | 9e | 10e | 11e | 12e | 13e | 14e | 15e |
| Classement général | 100 | 70 | 40 | 30 | 25 | 20 | 15 | 10 | 9  | 8   | 7   | 6   | 5   | 4   | 3   |
| Par étape          | 20  | 14 | 8  | 7  | 6  | 5  | 4  | 2  |    |     |     |     |     |     |     |
| Leader, par étape  | 10  |    |    |    |    |    |    |    |    |     |     |     |     |     |     |

## Évolution des classements
| Étape              | Vainqueur          | Classement général | Classement par points | Classement de la montagne | Classement des sprints | Classement du meilleur jeune | Classement de la combativité | Classement par équipes      |
| ------------------ | ------------------ | ------------------ | --------------------- | ------------------------- | ---------------------- | ---------------------------- | ---------------------------- | --------------------------- |
| 1                  | Jens Debusschere   | Jens Debusschere   | Jens Debusschere      | Julien Stassen            | Zico Waeytens          | Louis Verhelst               | Thomas Wertz                 | Katusha                     |
| 2                  | Giacomo Nizzolo    | Gianni Meersman    | Gianni Meersman       | Julien Stassen            | Zico Waeytens          | Silvan Dillier               | Sebastian Lander             | AG2R La Mondiale            |
| 3                  | Juan José Lobato   | Gianni Meersman    | Gianni Meersman       | Christopher Juul Jensen   | Zico Waeytens          | Silvan Dillier               | Sebastian Lander             | Topsport Vlaanderen-Baloise |
| 4                  | Tom Van Asbroeck   | Gianni Meersman    | Gianni Meersman       | Kévin Van Melsen          | Zico Waeytens          | Silvan Dillier               | Sébastien Turgot             | Topsport Vlaanderen-Baloise |
| 5                  | Gianni Meersman    | Gianni Meersman    | Gianni Meersman       | Kévin Van Melsen          | Zico Waeytens          | Silvan Dillier               | Maxime Anciaux               | Topsport Vlaanderen-Baloise |
| Classements finals | Classements finals | Gianni Meersman    | Gianni Meersman       | Kévin Van Melsen          | Zico Waeytens          | Silvan Dillier               | Maxime Anciaux               | Topsport Vlaanderen-Baloise |

## Liste des participants
Quelques jours avant le départ, on dénombre 119 engagés. Cent-seize coureurs prennent le départ de la première étape, cent terminent la cinquième étape.
| Légende | Légende                                                                                                  | Légende | Légende                                                                                         |
| ------- | --- | ------- | ----------------------------------------------------------------------------------------------- |
| Num     | Dossard de départ porté par le coureur sur ce Tour de Wallonie                                           | Pos     | Position finale au classement général                                                           |
|         | Indique le vainqueur du classement général                                                               |         | Indique le vainqueur du classement de la montagne                                               |
|         | Indique le vainqueur du classement des sprints                                                           |         | Indique le vainqueur du classement du meilleur jeune                                            |
|         | Indique le vainqueur du classement par points                                                            | #       | Indique la meilleure équipe                                                                     |
| NP      | Indique un coureur qui n'a pas pris le départ d'une étape, suivi du numéro de l'étape où il s'est retiré | AB      | Indique un coureur qui n'a pas terminé une étape, suivi du numéro de l'étape où il s'est retiré |
| HD      | Indique un coureur qui a terminé une étape hors des délais, suivi du numéro de l'étape                   | *       | Indique un coureur en lice pour le maillot blanc (coureurs nés après le 1er janvier 1989)       |

| BMC Racing BMC | BMC Racing BMC          | BMC Racing BMC |
| -------------- | ----------------------- | -------------- |
| Num            | Coureur                 | Pos            |
| 1              |                         |                |
| 2              | Silvan Dillier (SUI)*   | 3e             |
| 3              | Martin Kohler (SUI)     | 22e            |
| 4              | Thor Hushovd (NOR)      | 49e            |
| 5              | Dominik Nerz (GER)*     | 18e            |
| 6              | Sebastian Lander (DEN)* | 57e            |
| 7              | Klaas Lodewyck (BEL)    |                |

| AG2R La Mondiale ALM | AG2R La Mondiale ALM     | AG2R La Mondiale ALM |
| -------------------- | ------------------------ | -------------------- |
| Num                  | Coureur                  | Pos                  |
| 11                   | Hugo Houle (CAN)*        | 64e                  |
| 12                   | Julien Bérard (FRA)      |                      |
| 13                   | Sébastien Turgot (FRA)   | 11e                  |
| 14                   | Damien Gaudin (FRA)      | 37e                  |
| 15                   | Yauheni Hutarovich (BLR) | 79e                  |
| 16                   | Lloyd Mondory (FRA)      | 8e                   |
| 17                   | Rinaldo Nocentini (ITA)  | 91e                  |

| Belkin BEL | Belkin BEL                | Belkin BEL |
| ---------- | ------------------------- | ---------- |
| Num        | Coureur                   | Pos        |
| 21         | Theo Bos (NED)            |            |
| 22         |                           |            |
| 23         | Jos van Emden (NED)       | AB-4       |
| 24         | Rick Flens (NED)          | AB-4       |
| 25         | Jonathan Hivert (FRA)     | 26e        |
| 26         | Barry Markus (NED)*       | NP-2       |
| 27         | Nick van der Lijke (NED)* | 15e        |

| FDJ.fr FDJ | FDJ.fr FDJ              | FDJ.fr FDJ |
| ---------- | ----------------------- | ---------- |
| Num        | Coureur                 | Pos        |
| 31         | Arnaud Courteille (FRA) | 35e        |
| 32         | Pierrick Fédrigo (FRA)  | NP-5       |
| 33         | Anthony Geslin (FRA)    | AB-2       |
| 34         | Yoann Offredo (FRA)     | 17e        |
| 35         | Laurent Pichon (FRA)    | 25e        |
| 36         | Anthony Roux (FRA)      | 16e        |
| 37         | Benoît Vaugrenard (FRA) | 75e        |

| Lotto-Belisol LTB | Lotto-Belisol LTB         | Lotto-Belisol LTB |
| ----------------- | ------------------------- | ----------------- |
| Num               | Coureur                   | Pos               |
| 41                | Kris Boeckmans (BEL)      | 80e               |
| 42                | Pim Ligthart (NED)        | 9e                |
| 43                | Jens Debusschere (BEL)    | 78e               |
| 44                | Tosh Van der Sande (BEL)* | 32e               |
| 45                | Jelle Vanendert (BEL)     | 23e               |
| 46                | Tim Wellens (BEL)*        | 42e               |
| 47                | Maxime Monfort (BEL)      | 27e               |

| Movistar MOV | Movistar MOV              | Movistar MOV |
| ------------ | ------------------------- | ------------ |
| Num          | Coureur                   | Pos          |
| 51           | Andrey Amador (CRC)       | 34e          |
| 52           | Pablo Lastras (ESP)       | 12e          |
| 53           | José Iván Gutiérrez (ESP) | 82e          |
| 54           | Juan José Lobato (ESP)    | 2e           |
| 55           | Francisco Ventoso (ESP)   | 39e          |
| 56           | Enrique Sanz (ESP)        | 70e          |
| 57           | Jasha Sütterlin (GER)*    | 71e          |

| Omega Pharma-Quick Step OPQ | Omega Pharma-Quick Step OPQ     | Omega Pharma-Quick Step OPQ |
| --------------------------- | ------------------------------- | --------------------------- |
| Num                         | Coureur                         | Pos                         |
| 61                          | Julian Alaphilippe (FRA)*       | 60e                         |
| 62                          | Gianni Meersman (BEL)           | 1er                         |
| 63                          | Pieter Serry (BEL)              | 36e                         |
| 64                          | Zdeněk Štybar (CZE)             | 14e                         |
| 65                          | Guillaume Van Keirsbulck (BEL)* | 85e                         |
| 66                          | Andrew Fenn (GBR)*              |                             |
| 67                          | Wout Poels (BEL)                | 33e                         |

| Europcar EUC | Europcar EUC             | Europcar EUC |
| ------------ | ------------------------ | ------------ |
| Num          | Coureur                  | Pos          |
| 71           | Natnael Berhane (ERI)*   | 83e          |
| 72           | Jérôme Cousin (FRA)      | 38e          |
| 73           | Dan Craven (NAM)         | 51e          |
| 74           | Antoine Duchesne (CAN)*  | 52e          |
| 75           | Fabrice Jeandesboz (FRA) | 90e          |
| 76           | Vincent Jérôme (FRA)     | 69e          |
| 77           | Christophe Kern (FRA)    | 54e          |

| Katusha KAT | Katusha KAT                  | Katusha KAT |
| ----------- | ---------------------------- | ----------- |
| Num         | Coureur                      | Pos         |
| 81          | Vladimir Gusev (RUS)         | 73e         |
| 82          | Mikhail Ignatiev (RUS)       | 65e         |
| 83          | Viatcheslav Kouznetsov (RUS) | 7e          |
| 84          | Pavel Kochetkov (RUS)        | 10e         |
| 85          | Rüdiger Selig (GER)          | 96e         |
| 86          | Alexey Tsatevitch (RUS)      | AB-3        |
| 87          | Alexander Rybakov (RUS)      | 93e         |

| Tinkoff-Saxo TCS | Tinkoff-Saxo TCS              | Tinkoff-Saxo TCS |
| ---------------- | ----------------------------- | ---------------- |
| Num              | Coureur                       | Pos              |
| 91               | Christopher Juul Jensen (DEN) | 8e               |
| 92               | Karsten Kroon (NED)           | 47e              |
| 93               | Manuele Boaro (ITA)           | 20e              |
| 94               | Marko Kump (SLO)              | 87e              |
| 95               | Matti Breschel (DEN)          | 46e              |
| 96               | Michal Kolář (SLO)*           | 84e              |
| 97               | Edward Beltrán (COL)*         | 30e              |

| Trek Factory Racing TFR | Trek Factory Racing TFR | Trek Factory Racing TFR |
| ----------------------- | ----------------------- | ----------------------- |
| Num                     | Coureur                 | Pos                     |
| 101                     | Eugenio Alafaci (ITA)*  | 68e                     |
| 102                     | Laurent Didier (LUX)    | 29e                     |
| 103                     | Danilo Hondo (GER)      |                         |
| 104                     | Giacomo Nizzolo (ITA)   | AB-4                    |
| 105                     | Stijn Devolder (BEL)    | 88e                     |
| 106                     | Jasper Stuyven (BEL)*   | 40e                     |
| 107                     | Boy van Poppel (NED)    | 50e                     |

| Bretagne-Séché Environnement BSE | Bretagne-Séché Environnement BSE | Bretagne-Séché Environnement BSE |
| -------------------------------- | -------------------------------- | -------------------------------- |
| Num                              | Coureur                          | Pos                              |
| 111                              | Erwann Corbel (FRA)*             | 98e                              |
| 112                              | Benjamin Le Montagner (FRA)      | AB-3                             |
| 113                              | Clément Koretzky (FRA)*          | AB-3                             |
| 114                              | Vegard Stake Laengen (NOR)       | 72e                              |
| 115                              | -                                | -                                |
| 116                              | Christophe Laborie (FRA)         | 41e                              |
| 117                              | Pierre-Luc Périchon (FRA)        | 63e                              |

| Cofidis COF | Cofidis COF               | Cofidis COF |
| ----------- | ------------------------- | ----------- |
| Num         | Coureur                   | Pos         |
| 121         | Edwig Cammaerts (BEL)     | 58e         |
| 122         | Julien Fouchard (FRA)     | 55e         |
| 123         | Romain Hardy (FRA)        | 48e         |
| 124         | Christophe Laporte (FRA)* | 13e         |
| 125         | Florian Sénéchal (FRA)*   | 44e         |
| 126         | Louis Verhelst (BEL)*     | 97e         |
| 127         | Romain Zingle (FRA)       | NP-2        |

| Topsport Vlaanderen-Baloise TSV | Topsport Vlaanderen-Baloise TSV | Topsport Vlaanderen-Baloise TSV |
| ------------------------------- | ------------------------------- | ------------------------------- |
| Num                             | Coureur                         | Pos                             |
| 131                             | Tom Van Asbroeck (BEL)*         | 4e                              |
| 132                             | Thomas Sprengers (BEL)*         | 28e                             |
| 133                             | Gijs Van Hoecke (BEL)*          | 53e                             |
| 134                             | Yves Lampaert (BEL)*            | 62e                             |
| 135                             | Jelle Wallays (BEL)             | AB-5                            |
| 136                             | Pieter Jacobs (BEL)             | 56e                             |
| 137                             | Zico Waeytens (BEL)*            | 5e                              |

| Wanty-Groupe Gobert WGG | Wanty-Groupe Gobert WGG | Wanty-Groupe Gobert WGG |
| ----------------------- | ----------------------- | ----------------------- |
| Num                     | Coureur                 | Pos                     |
| 141                     | Thomas Degand (BEL)     | 24e                     |
| 142                     | Jempy Drucker (LUX)     | 89e                     |
| 143                     | Jérôme Gilbert (BEL)    | 99e                     |
| 144                     | Grégory Habeaux (BEL)   | 61e                     |
| 145                     | Danilo Napolitano (ITA) | 95e                     |
| 146                     | Björn Leukemans (BEL)   | 21e                     |
| 147                     | Kévin Van Melsen (BEL)  | 81e                     |

| Color Code-Biowanze CCB | Color Code-Biowanze CCB | Color Code-Biowanze CCB |
| ----------------------- | ----------------------- | ----------------------- |
| Num                     | Coureur                 | Pos                     |
| 151                     | Thomas Wertz (BEL)*     | 66e                     |
| 152                     | Ludovic Robeet (BEL)*   | 45e                     |
| 153                     | Ludwig De Winter (BEL)* | 86e                     |
| 154                     | Gaëtan Pons (BEL)*      | 92e                     |
| 155                     | Rémy Mertz (BEL)*       | 59e                     |
| 156                     | Florent Delfosse (BEL)* | 77e                     |
| 157                     | Jérôme Kerf (BEL)*      | 94e                     |

| Wallonie-Bruxelles WBC | Wallonie-Bruxelles WBC   | Wallonie-Bruxelles WBC |
| ---------------------- | ------------------------ | ---------------------- |
| Num                    | Coureur                  | Pos                    |
| 161                    | Maxime Anciaux (BEL)*    | 76e                    |
| 162                    | Sébastien Delfosse (BEL) | 19e                    |
| 163                    | Tom Dernies (BEL)*       | 67e                    |
| 164                    | Boris Dron (BEL)         | 31e                    |
| 165                    | Laurent Évrard (BEL)*    | 43e                    |
| 166                    | Julien Stassen (BEL)     | 100e                   |
| 167                    | Antoine Demoitié (BEL)*  | 74e                    |